# نیکوزیا
نیکوزیا پایتخت و بزرگ‌ترین شهر کشور قبرس است که تنها شهر اصلی غیر ساحلی قبرس می‌باشد. نیکوزیا با نام‌های لفکوشا در زبان ترکی و لفکوسیا در زبان یونانی نیز شناخته می‌شود. این شهر با قدمتی بیش از ۴۵۰۰ سال، از قرن دهم میلادی پایتخت قبرس بوده است.
نیکوزیا در کنار رودخانه پدیوس و در مرکز دشت مسائوریا واقع شده است. این شهر بین کوه‌های کایرنیا در شمال و رشته کوه ترودوس در جنوب قرار دارد و به عنوان مقر اسقف اعظم کلیسای قبرس شناخته می‌شود.
منطقه کلان‌شهری نیکوزیا ۲۵۶٫۰۰۰ نفر جمعیت دارد. در خود شهر، ۵۶٫۸۴۸ نفر در بخش جنوبی (آمار سال ۲۰۲۱) و ۶۱٫۳۷۸ نفر در بخش شمالی (ترک‌نشین) (آمار سال ۲۰۱۱) زندگی می‌کنند.
بر اساس سرشماری ۳۱ ژانویه ۱۸۷۹، این شهر که در آن زمان هنوز تقسیم نشده بود، ۲۴۶۳ خانه و ۱۱٫۱۹۷ نفر جمعیت داشت. آنها به شرح زیر در مذاهب یا فرقه‌ها یا کلیساهای مختلف توزیع شدند:
- مسلمانان (۵۶۲۸)
- ارتدوکس (۵۲۵۱)
- ارمنی‌های حواری (۱۶۶)
- کاتولیک‌ها (۱۲۱)
- انگلیکان (۲۸)
- یهودیان (۳)

در اوایل دهه ۱۹۶۰، در پی بحران قبرس در سال‌های ۱۹۶۳–۱۹۶۴، جامعه قبرسی‌های یونانی و قبرسی‌های ترک در نیکوزیا به ترتیب در جنوب و شمال شهر از هم جدا شدند. این جدایی پس از حمله ترکیه به قبرس در سال ۱۹۷۴ به یک مرز نظامی تبدیل شد و باعث تقسیم نیکوزیا به دو بخش شمالی (تحت کنترل ترک‌های قبرسی) و جنوبی (تحت کنترل جمهوری قبرس) گردید.
در طول قرن بیستم، نیکوزیا گسترش یافت و از محدوده دیوارهای ونیزی فراتر رفت. در پی حمله ترکیه در سال ۱۹۷۴، حدود ۳۵۰۰۰ پناهنده قبرسی یونانی از شمال به نیکوزیا مهاجرت کردند.
نیکوزیا به عنوان پایتخت سیاسی و اداری قبرس، همچنین مرکز مالی و تجاری مهمی در این جزیره است. صنایع سبک این شهر عمدتاً نیازهای بازار محلی را تأمین می‌کنند و شامل تولید و فرآوری نخ و پارچه‌های پنبه‌ای، سیگار، آرد، شیرینی، نوشابه، کفش و پوشاک هستند. نیکوزیا از طریق جاده‌های مناسب به سایر شهرهای اصلی جزیره متصل می‌شود و فرودگاه بین‌المللی لارناکا در ۳۴ کیلومتری جنوب شرقی آن قرار دارد. موزه قبرس در نیکوزیا، گنجینه‌ای از آثار باستانی را در خود جای داده است. در مناطق اطراف نیکوزیا، کشاورزی رونق دارد و محصولات گندم، جو، سبزیجات و میوه‌ها کشت می‌شوند و دام‌هایی مانند بز و گوسفند نیز پرورش داده می‌شوند.

## تاریخ
بخش مرکزی قبرس، جایی که نیکوزیا واقع شده است، حداقل از اوایل عصر برنز مسکونی بوده است. حدود ۱۲۰۰ سال قبل از میلاد، این شهر توسط کوچ‌نشینان (احتمالاً یونانی) با نام لِدرا تأسیس شد. چند قرن بعد، تمام قبرس تحت حکومت آشوریان قرار گرفت، از جمله شهر کوچک لدرا. در حدود ۳۰۰ سال قبل از میلاد، شهر ویران شده آن زمان به دستور لفکوناس، پسر بطلمیوس یکم سوتر، بازسازی شد. با این حال، این شهر رشد قوی مانند شهرهای ساحلی نداشت، که از تجارت با آناتولی، شام و مصر سود می‌بردند. با این حال، در قرن چهارم یک اسقف بیزانسی به این محل گمارده شد و یک قلعه ساخته شد. تنها چند قرن پس از ویرانی شهر ساحلی شرقی سلامیس (تا آن زمان پایتخت جزیره) توسط اعراب در سال ۶۴۷، نیکوزیا به عنوان پایتخت اعلام شد. حدود ۹۶۵ پس از میلاد. موقعیت مرکزی آن، دفاع از آن را در برابر حملات خارجی آسان‌تر کرد. آخرین فرماندار بیزانسی قبرس، اسحاق کومننوس، خود را در سال ۱۱۸۳ امپراتور جزیره اعلام کرد و از نیکوزیا تا سال ۱۱۹۱ حکومت کرد، زمانی که صلیبیون به رهبری ریچارد اول انگلستان شهر را محاصره و تصرف کردند. با این حال، ریچارد این جزیره را به شوالیه‌های معبد فروخت، که فکر می‌کردند از قلعه نیکوزیا بر این جزیره حکومت می‌کنند. با این حال، در سال بعد، مردم شهر شوالیه‌های معبد را بیرون کردند و قلعه را تا حد زیادی برچیدند. پس از آن، این جزیره و شهر تحت اجبار دولت‌های صلیبی قرار گرفتند تا اینکه در سال ۱۴۸۹ ونیزی‌ها جزیره را تصرف کردند. در سال ۱۵۷۰، این شهر پس از ۴۰ روز محاصره به دست عثمانی‌ها افتاد. در سال ۱۸۷۸، این جزیره و شهر به امپراتوری بریتانیا واگذار شد. در سال ۱۹۲۵، بریتانیایی‌ها این جزیره را ضمیمه کردند. قبرسی‌های یونانی هنوز به دنبال اتحاد مجدد با یونان بودند. این منجر به درگیری‌های مختلف بین یونانی‌ها، ترک‌ها و بریتانیایی‌ها شد. در سال ۱۹۶۰ سرانجام تصمیم گرفته شد که قبرس پس از قرن‌ها تسلط خارجی مستقل شود. از سال ۱۹۶۰، نیکوزیا پایتخت جمهوری مستقل قبرس بوده است. در ژوئیه ۱۹۷۴، ارتش تلاش کرد تا کودتا را انجام دهد تا اتحاد مجدد با یونان را آسان‌تر کند. ترکیه با حمله به قبرس به این امر پاسخ داد و بخشی را که ترک‌های قبرسی در آن بیش از حد حضور داشتند اشغال کرد تا امنیت آنها را تضمین کند. مدت کوتاهی پس از آن، استقلال بخش ترکیه قبرس اعلام شد.
از سال ۱۹۷۵، نیکوزیا همچنین پایتخت جمهوری ترک قبرس شمالی است که عملاً مستقل است و شهر به دو قسمت تقسیم شده است.
در سال ۱۹۸۹ اولین دانشگاه بخش یونانی، دانشگاه قبرس تأسیس شد. دانشگاه خاور نزدیک قبلاً در سال ۱۹۸۸ در بخش ترکیه تأسیس شده بود. در ۳ آوریل ۲۰۰۸، خیابان لدرا در مرکز نیکوزیا پس از ۳۴ سال دوباره برای عموم باز شد. این اولین گذرگاه بین قبرس یونانی و ترکیه در شهر نیکوزیا است. ورزشگاه تیم ملی فوتبال قبرس، یعنی استادیوم جدید GSP، نیز در نیکوزیا واقع شده است.

## جاذبه‌های گردشگری
در هر دو نیکوزیای شمالی و جنوبی یک دیوار قلعه ونیزی به طول پنج کیلومتر وجود دارد. این دیوار ستاره‌ای شکل در حدود سال ۱۵۶۷ ساخته شده است و شهر قدیمی را با یازده برج محصور می‌کند. پنج برج در جنوب (کارافا، پودوکاتارو، کنستانزا، دآویلا و طرابلس) قرار دارند، در حالی که پنج برج در شمال واقع شده‌اند (روکاس، مولا، کوئیرینی، باربارو و لوردانو). برج فلاترو مشترک است. پست مرزی هر دو طرف و همچنین یک پست سازمان ملل در این برج قرار دارد.
خیابان لدرا عمدتاً در نیکوزیای جنوبی قرار دارد و یک خیابان خرید مهم در اینجا است. بخش کوچکتری از خیابان لدرا در نیکوزیای شمالی قرار دارد.

### نیکوزیای جنوبی
- _بنای یادبود آزادی_ بر روی برج پُداکاتارو اندکی پس از استعمارزدایی بریتانیا در سال ۱۹۶۰ ساخته شد.
- _کلیسای فانرومنی که در سال ۱۸۷۲ تحت حاکمیت عثمانی ساخته شد، بزرگ‌ترین کلیسای نیکوزیا است.
- _کلیسای جامع سنت جان_ که در سال ۱۶۶۲ ساخته شد و در قرن هجدهم به کلیسای جامع ارتقا یافت.
- _مسجد عمریه_ که قبل از آن کلیسای صومعه گوتیک سنت ماری از مرتاضان آگوستینی در قرن چهاردهم ساخته شده بود.
- _موزه آیکون‌ها_ که در یک بال جانبی کاخ اسقف اعظم قرار دارد. این موزه بیش از ۱۵۰ نماد را در خود جای داده است و یکی از مهم‌ترین مجموعه‌های آیکون‌های جهان است.
- _موزه ملی مبارزه_
- _موزه قبرس_ کمی در جنوب غربی شهر قدیمی قرار دارد. این موزه مهم‌ترین موزه باستان‌شناسی این جزیره است و با یافته‌هایی از دوران نوسنگی تا امپراتوری بیزانس، تصویری از تاریخ فرهنگی قبرس ارائه می‌دهد.
- _خانه حاجیگورگاکیس کورنسیوس_ یک ویلای شهری از قرن هجدهم است که تصویری از سبک زندگی نخبگان آن زمان را ارائه می‌دهد.
- _بنای یادبود نسل‌کشی ارامنه_، یادبودی برای نسل‌کشی ارامنه در زمان امپراتوری عثمانی.
- _موزه موتورسیکلت کلاسیک قبرس_
- _موزه لونتیس

### نیکوزیای شمالی
- مسجد عرب احمد_
- _مسجد سلیمیه_ در قرن سیزدهم به عنوان کلیسای جامع سنت سوفیا ساخته شد و در سال ۱۵۷۱ توسط ترک‌ها به مسجد تبدیل شد.
- بزازستان، در قرون وسطی یک کلیسای بیزانسی اختصاص داده شده به سنت نیکلاس، از زمان عثمانی یک بازار و اکنون یک مرکز فرهنگی است.
- _کلیسای سنت کاترین_، بعداً به مسجد حیدر پاشا تبدیل شد.
- _کتابخانه سلطان محمود_ که مجموعه بزرگی از نسخه‌های خطی اسلامی را در خود جای داده است.
- _میدان آتاتورک_ در مرکز با یک ستون ونیزی به عنوان نقطه کانونی.
- _کاروانسرای قدیمی بویوک خان_ مدت کوتاهی پس از فتح قبرس توسط ترک‌ها ساخته شد و احتمالاً قدیمی‌ترین ساختمان ترکی در این جزیره است.
- _ویلا درویش پاشا_
- _موزه مولوی تکیه_ (_موزه مردم‌نگاری ترکیه_)

## هواشناسی
نیکوزیا دارای مناطق نیمه‌گرمسیری-اقلیم نیمه‌خشک (سامانه طبقه‌بندی اقلیمی کوپن اقلیم نیمه‌خشک) با تابستان گرم و طولانی و زمستان بارانی است.
| داده‌های اقلیم ارتفاع نیکوزیا: ۱۶۲ متر (دید ماهواره‌ای) | داده‌های اقلیم ارتفاع نیکوزیا: ۱۶۲ متر (دید ماهواره‌ای) | داده‌های اقلیم ارتفاع نیکوزیا: ۱۶۲ متر (دید ماهواره‌ای) | داده‌های اقلیم ارتفاع نیکوزیا: ۱۶۲ متر (دید ماهواره‌ای) | داده‌های اقلیم ارتفاع نیکوزیا: ۱۶۲ متر (دید ماهواره‌ای) | داده‌های اقلیم ارتفاع نیکوزیا: ۱۶۲ متر (دید ماهواره‌ای) | داده‌های اقلیم ارتفاع نیکوزیا: ۱۶۲ متر (دید ماهواره‌ای) | داده‌های اقلیم ارتفاع نیکوزیا: ۱۶۲ متر (دید ماهواره‌ای) | داده‌های اقلیم ارتفاع نیکوزیا: ۱۶۲ متر (دید ماهواره‌ای) | داده‌های اقلیم ارتفاع نیکوزیا: ۱۶۲ متر (دید ماهواره‌ای) | داده‌های اقلیم ارتفاع نیکوزیا: ۱۶۲ متر (دید ماهواره‌ای) | داده‌های اقلیم ارتفاع نیکوزیا: ۱۶۲ متر (دید ماهواره‌ای) | داده‌های اقلیم ارتفاع نیکوزیا: ۱۶۲ متر (دید ماهواره‌ای) | داده‌های اقلیم ارتفاع نیکوزیا: ۱۶۲ متر (دید ماهواره‌ای) |
| ماه                                                   | ژانویه                                                | فوریه                                                 | مارس                                                  | آوریل                                                 | مه                                                    | ژوئن                                                  | ژوئیه                                                 | اوت                                                   | سپتامبر                                               | اکتبر                                                 | نوامبر                                                | دسامبر                                                | سال                                                   |
| ----------------------------------------------------- | ----------------------------------------------------- | ----------------------------------------------------- | ----------------------------------------------------- | ----------------------------------------------------- | ----------------------------------------------------- | ----------------------------------------------------- | ----------------------------------------------------- | ----------------------------------------------------- | ----------------------------------------------------- | ----------------------------------------------------- | ----------------------------------------------------- | ----------------------------------------------------- | ----------------------------------------------------- |
| میانگین بیش‌ترین °C (°F)                               | ۱۵٫۵ (۶۰)                                             | ۱۵٫۹ (۶۱)                                             | ۱۸٫۶ (۶۵)                                             | ۲۴٫۳ (۷۶)                                             | ۲۹٫۵ (۸۵)                                             | ۳۳٫۹ (۹۳)                                             | ۳۶٫۹ (۹۸)                                             | ۳۶٫۷ (۹۸)                                             | ۳۳٫۶ (۹۲)                                             | ۲۸٫۳ (۸۳)                                             | ۲۱٫۸ (۷۱)                                             | ۱۷٫۱ (۶۳)                                             | ۲۶ (۷۹)                                               |
| میانگین روزانه °C (°F)                                | ۱۰٫۶ (۵۱)                                             | ۱۰٫۶ (۵۱)                                             | ۱۳٫۱ (۵۶)                                             | ۱۷٫۱ (۶۳)                                             | ۲۲٫۲ (۷۲)                                             | ۲۷٫۲ (۸۱)                                             | ۳۰٫۲ (۸۶)                                             | ۳۰٫۰ (۸۶)                                             | ۲۷٫۱ (۸۱)                                             | ۲۲٫۳ (۷۲)                                             | ۱۶٫۳ (۶۱)                                             | ۱۲٫۰ (۵۴)                                             | ۲۰٫۰ (۶۸)                                             |
| میانگین کم‌ترین °C (°F)                                | ۵٫۲ (۴۱)                                              | ۵٫۶ (۴۲)                                              | ۷٫۴ (۴۵)                                              | ۱۰٫۱ (۵۰)                                             | ۱۵٫۵ (۶۰)                                             | ۲۰٫۴ (۶۹)                                             | ۲۳٫۵ (۷۴)                                             | ۲۳٫۲ (۷۴)                                             | ۲۰٫۷ (۶۹)                                             | ۱۷٫۱ (۶۳)                                             | ۱۲٫۲ (۵۴)                                             | ۶٫۸ (۴۴)                                              | ۱۴٫۰ (۵۷)                                             |
| بارندگی میلی‌متر (اینچ)                                | ۵۴٫۷ (۲٫۱۵)                                           | ۴۱٫۶ (۱٫۶۴)                                           | ۲۸٫۳ (۱٫۱۱)                                           | ۱۹٫۹ (۰٫۷۸)                                           | ۲۳٫۵ (۰٫۹۳)                                           | ۱۷٫۶ (۰٫۶۹)                                           | ۵٫۸۰ (۰٫۲۳)                                           | ۱٫۳۰ (۰٫۰۵)                                           | ۱۱٫۷ (۰٫۴۶)                                           | ۱۷٫۴ (۰٫۶۹)                                           | ۵۴٫۶ (۲٫۱۵)                                           | ۶۵٫۸ (۲٫۵۹)                                           | ۳۴۲٫۲ (۱۳٫۴۷)                                         |
| میانگین روزهای بارندگی (≥ ۱ mm)                       | ۷٫۳                                                   | ۶٫۵                                                   | ۵٫۴                                                   | ۳٫۵                                                   | ۲٫۷                                                   | ۱٫۳                                                   | ۰٫۵                                                   | ۰٫۱                                                   | ۰٫۶                                                   | ۲٫۸                                                   | ۴٫۷                                                   | ۷٫۷                                                   | ۴۳٫۱                                                  |
| میانگین روزانه ساعت‌های تابش آفتاب                     | ۱۸۲٫۹                                                 | ۲۰۰٫۱                                                 | ۲۳۸٫۷                                                 | ۲۶۷٫۰                                                 | ۳۳۱٫۷                                                 | ۳۶۹٫۰                                                 | ۳۸۷٫۵                                                 | ۳۶۵٫۸                                                 | ۳۱۲٫۰                                                 | ۲۷۵٫۹                                                 | ۲۱۳٫۰                                                 | ۱۷۰٫۵                                                 | ۳٬۳۱۴٫۱                                               |
| منبع: Meteorological Service (Cyprus)                 |                                                       |                                                       |                                                       |                                                       |                                                       |                                                       |                                                       |                                                       |                                                       |                                                       |                                                       |                                                       |                                                       |

جدول هواشناسی دیگر.
| داده‌های اقلیم نیکوزیا                  | داده‌های اقلیم نیکوزیا | داده‌های اقلیم نیکوزیا | داده‌های اقلیم نیکوزیا | داده‌های اقلیم نیکوزیا | داده‌های اقلیم نیکوزیا | داده‌های اقلیم نیکوزیا | داده‌های اقلیم نیکوزیا | داده‌های اقلیم نیکوزیا | داده‌های اقلیم نیکوزیا | داده‌های اقلیم نیکوزیا | داده‌های اقلیم نیکوزیا | داده‌های اقلیم نیکوزیا | داده‌های اقلیم نیکوزیا |
| ماه                                    | ژانویه                | فوریه                 | مارس                  | آوریل                 | مه                    | ژوئن                  | ژوئیه                 | اوت                   | سپتامبر               | اکتبر                 | نوامبر                | دسامبر                | سال                   |
| -------------------------------------- | --------------------- | --------------------- | --------------------- | --------------------- | --------------------- | --------------------- | --------------------- | --------------------- | --------------------- | --------------------- | --------------------- | --------------------- | --------------------- |
| میانگین بیش‌ترین °C (°F)                | ۱۵٫۲ (۵۹)             | ۱۶ (۶۱)               | ۱۸٫۷ (۶۶)             | ۲۳٫۴ (۷۴)             | ۲۸٫۶ (۸۳)             | ۳۳ (۹۱)               | ۳۵٫۹ (۹۷)             | ۳۶ (۹۷)               | ۳۲٫۶ (۹۱)             | ۲۷٫۸ (۸۲)             | ۲۲٫۲ (۷۲)             | ۱۷ (۶۳)               | ۲۵٫۵۳ (۷۸)            |
| میانگین روزانه °C (°F)                 | ۱۰٫۱ (۵۰)             | ۱۰٫۴ (۵۱)             | ۱۲٫۶ (۵۵)             | ۱۶٫۴ (۶۲)             | ۲۱٫۱ (۷۰)             | ۲۵٫۳ (۷۸)             | ۲۸ (۸۲)               | ۲۸ (۸۲)               | ۲۵ (۷۷)               | ۲۰٫۹ (۷۰)             | ۱۶٫۱ (۶۱)             | ۱۱٫۹ (۵۳)             | ۱۸٫۸۲ (۶۵٫۹)          |
| میانگین کم‌ترین °C (°F)                 | ۵ (۴۱)                | ۴٫۹ (۴۱)              | ۶٫۶ (۴۴)              | ۹٫۵ (۴۹)              | ۱۳٫۶ (۵۶)             | ۱۷٫۶ (۶۴)             | ۲۰٫۱ (۶۸)             | ۲۰٫۱ (۶۸)             | ۱۷٫۵ (۶۴)             | ۱۴ (۵۷)               | ۱۰٫۱ (۵۰)             | ۶٫۹ (۴۴)              | ۱۲٫۱۶ (۵۳٫۸)          |
| بارندگی میلی‌متر (اینچ)                 | ۶۰ (۲٫۳۶)             | ۴۵ (۱٫۷۷)             | ۳۹ (۱٫۵۴)             | ۲۰ (۰٫۷۹)             | ۱۸ (۰٫۷۱)             | ۵ (۰٫۲)               | ۱ (۰٫۰۴)              | ۲ (۰٫۰۸)              | ۷ (۰٫۲۸)              | ۲۷ (۱٫۰۶)             | ۳۴ (۱٫۳۴)             | ۷۱ (۲٫۸)              | ۳۲۹ (۱۲٫۹۷)           |
| منبع: Climate-Data.org, altitude: 149m |                       |                       |                       |                       |                       |                       |                       |                       |                       |                       |                       |                       |                       |

## نگارخانه

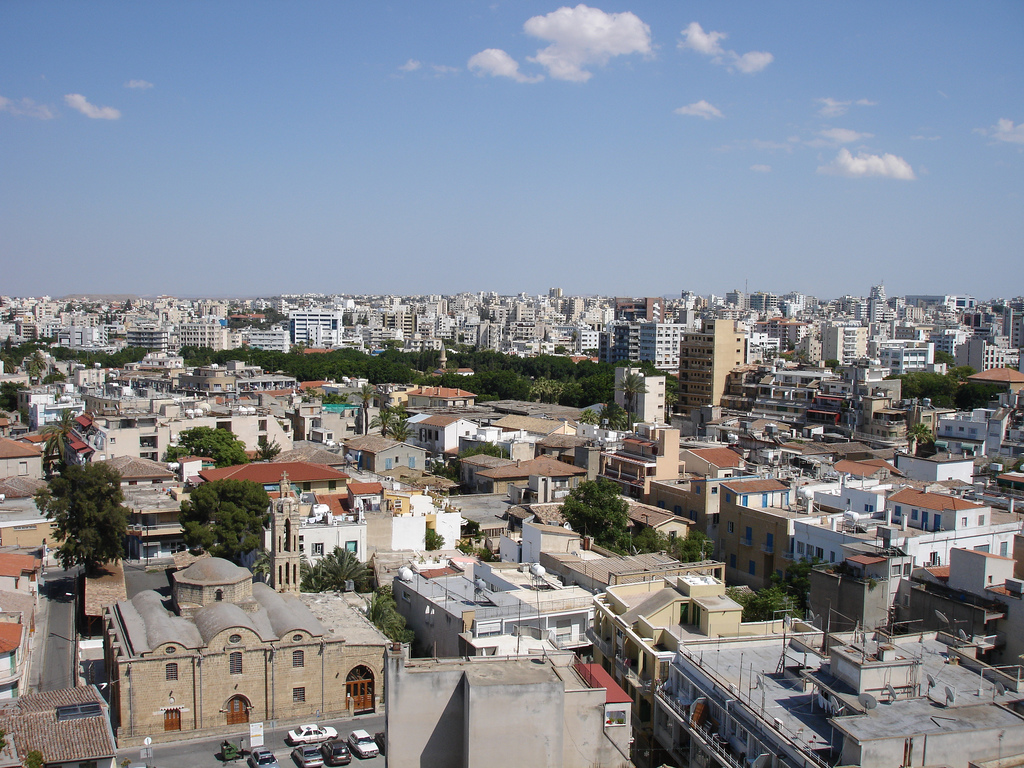
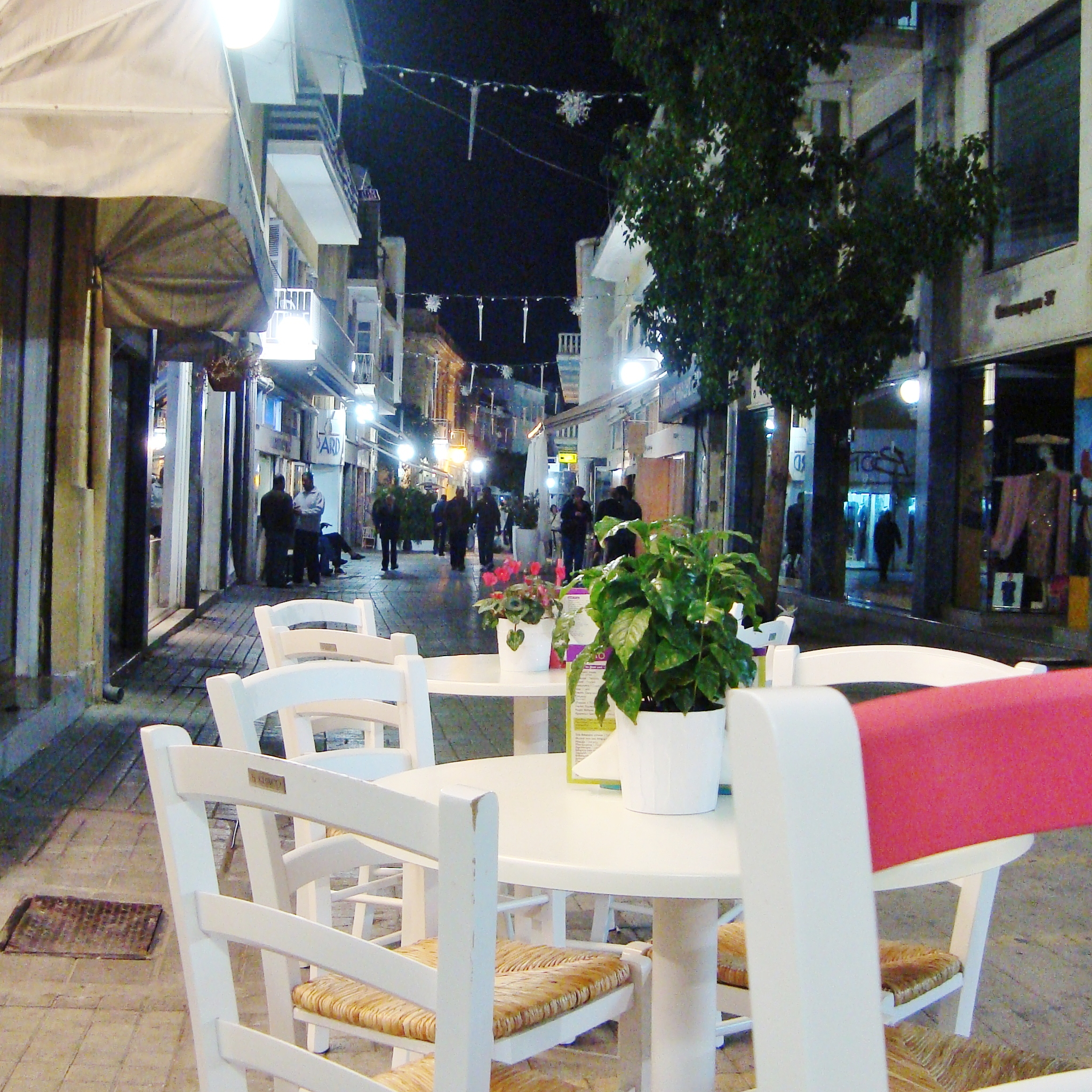
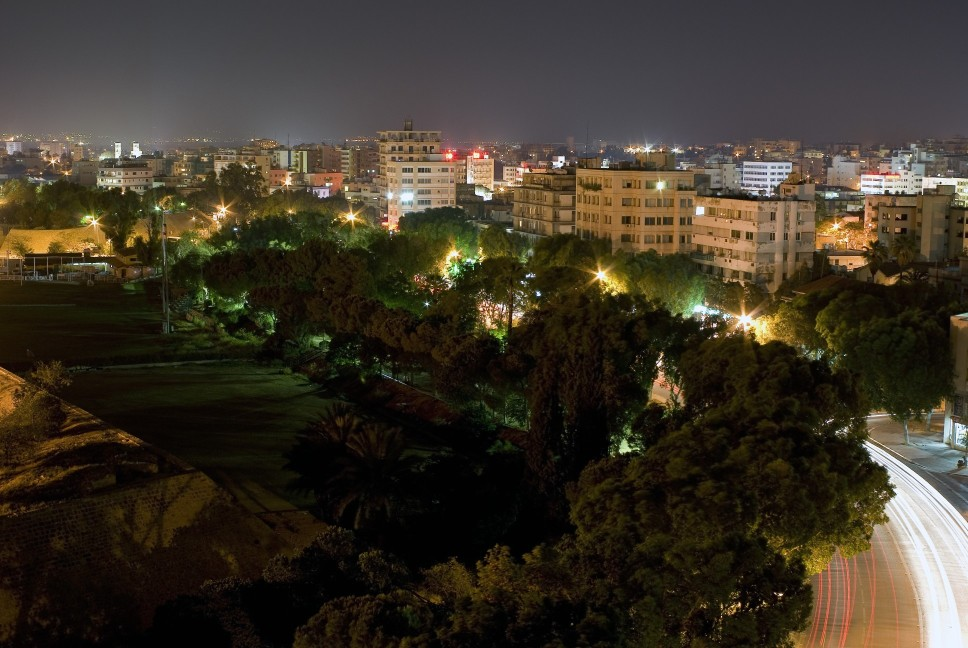
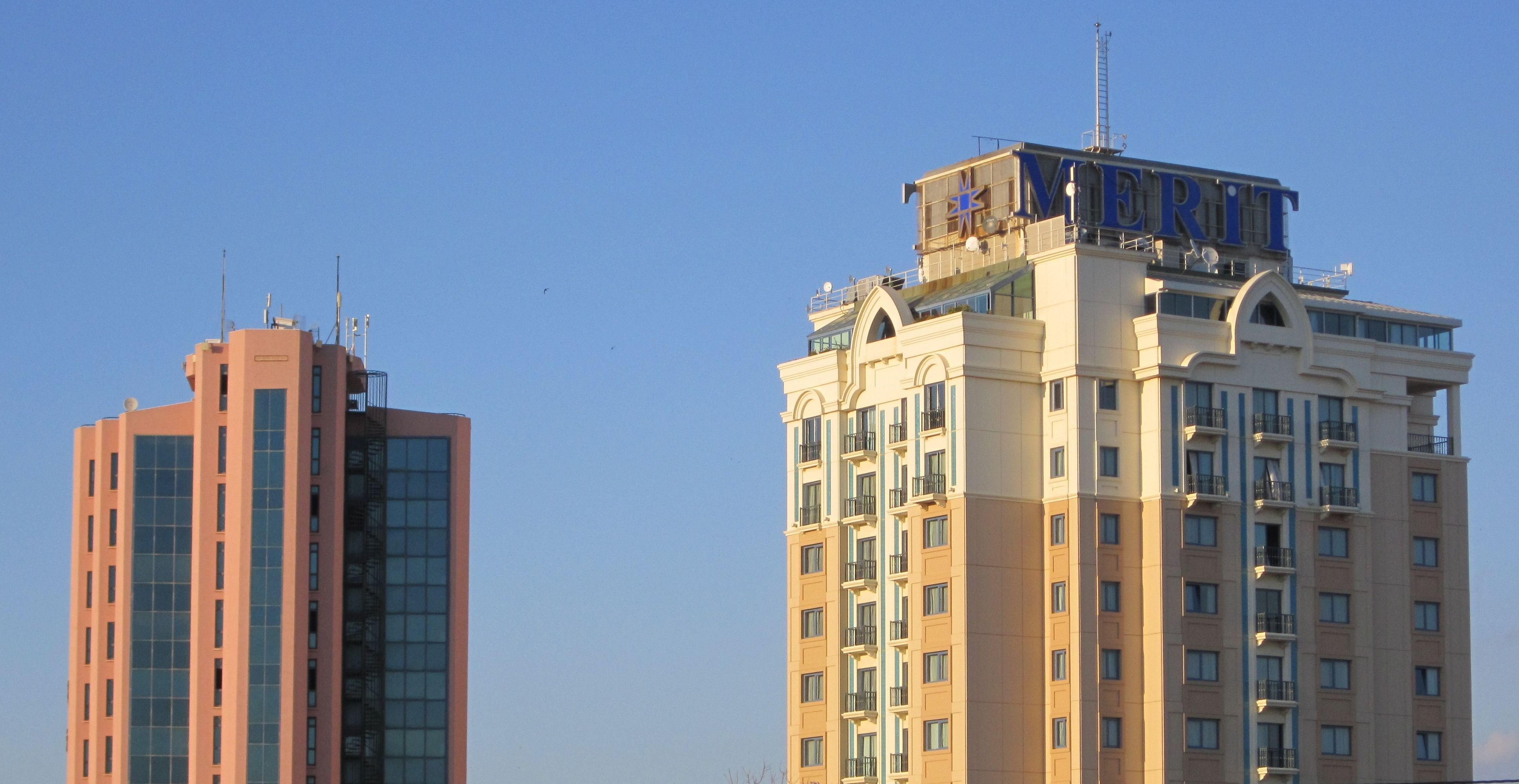
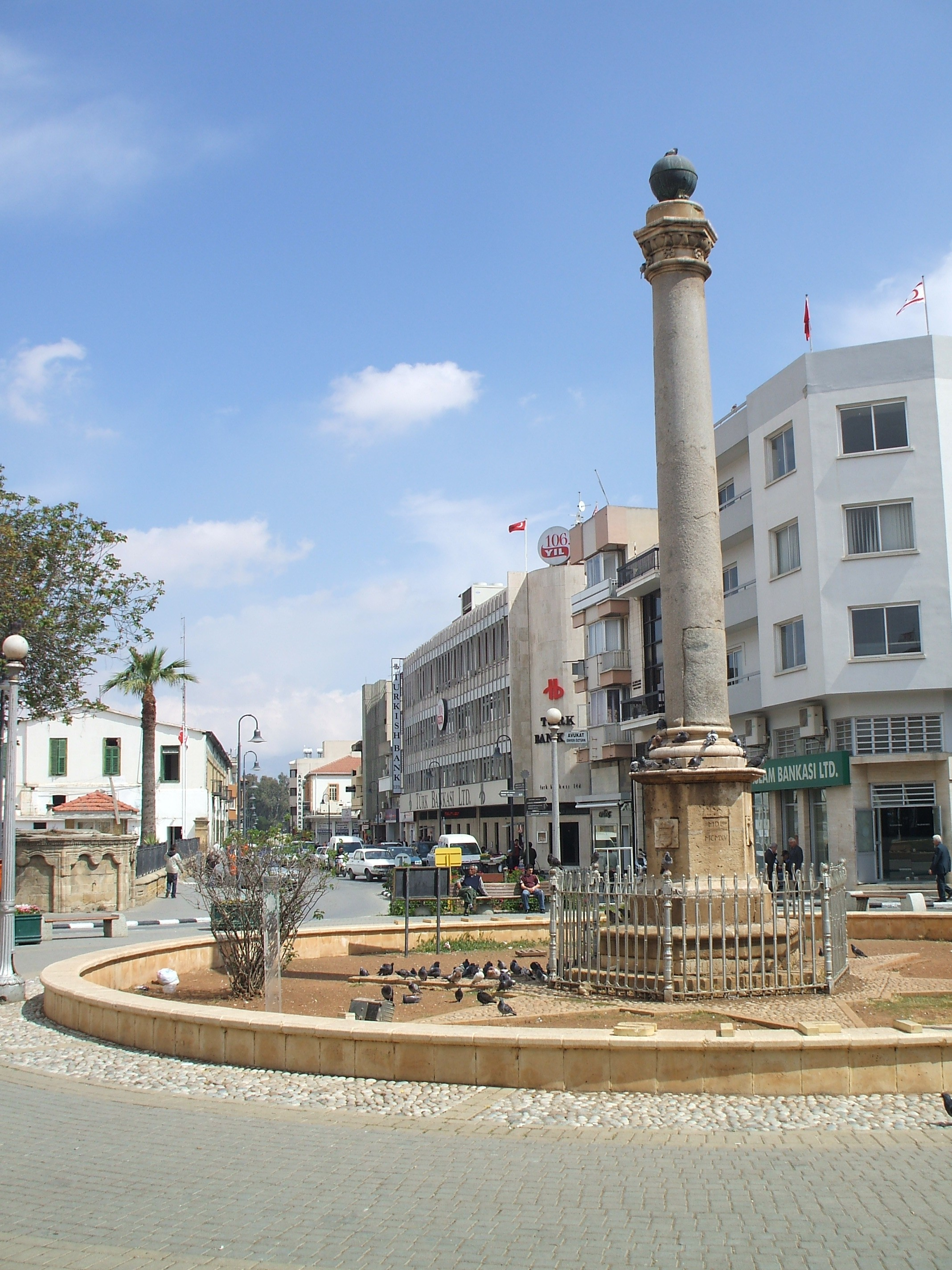
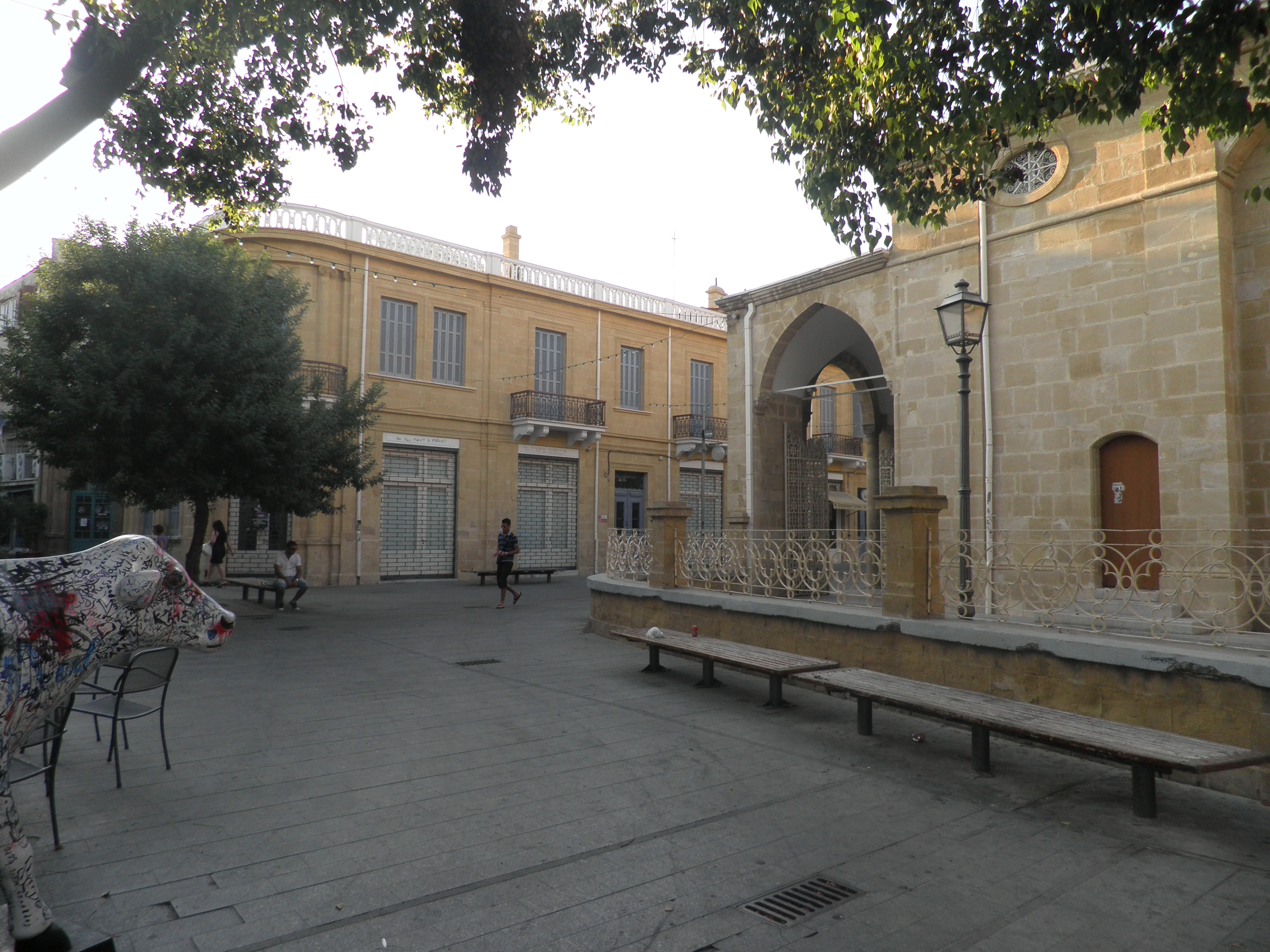
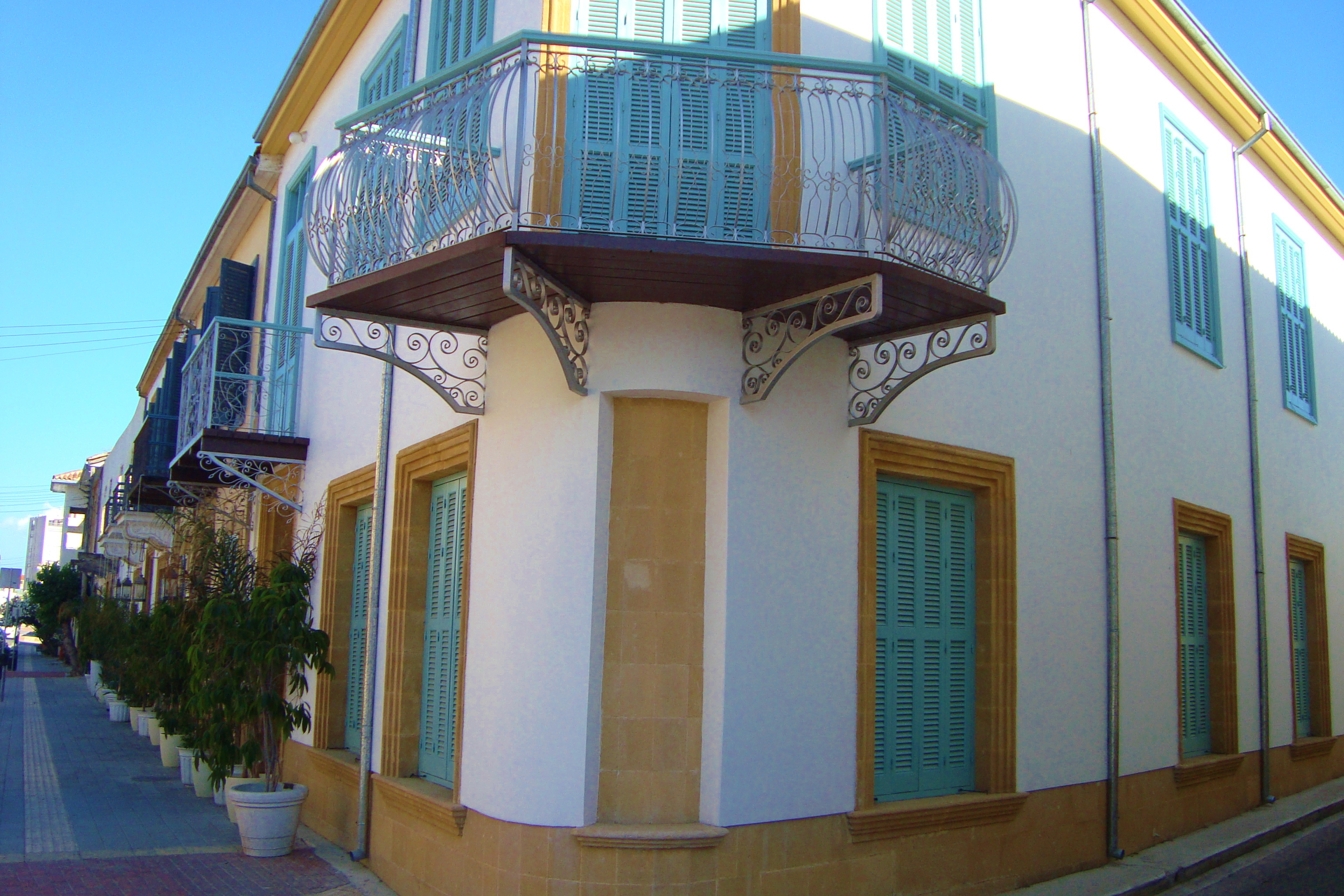
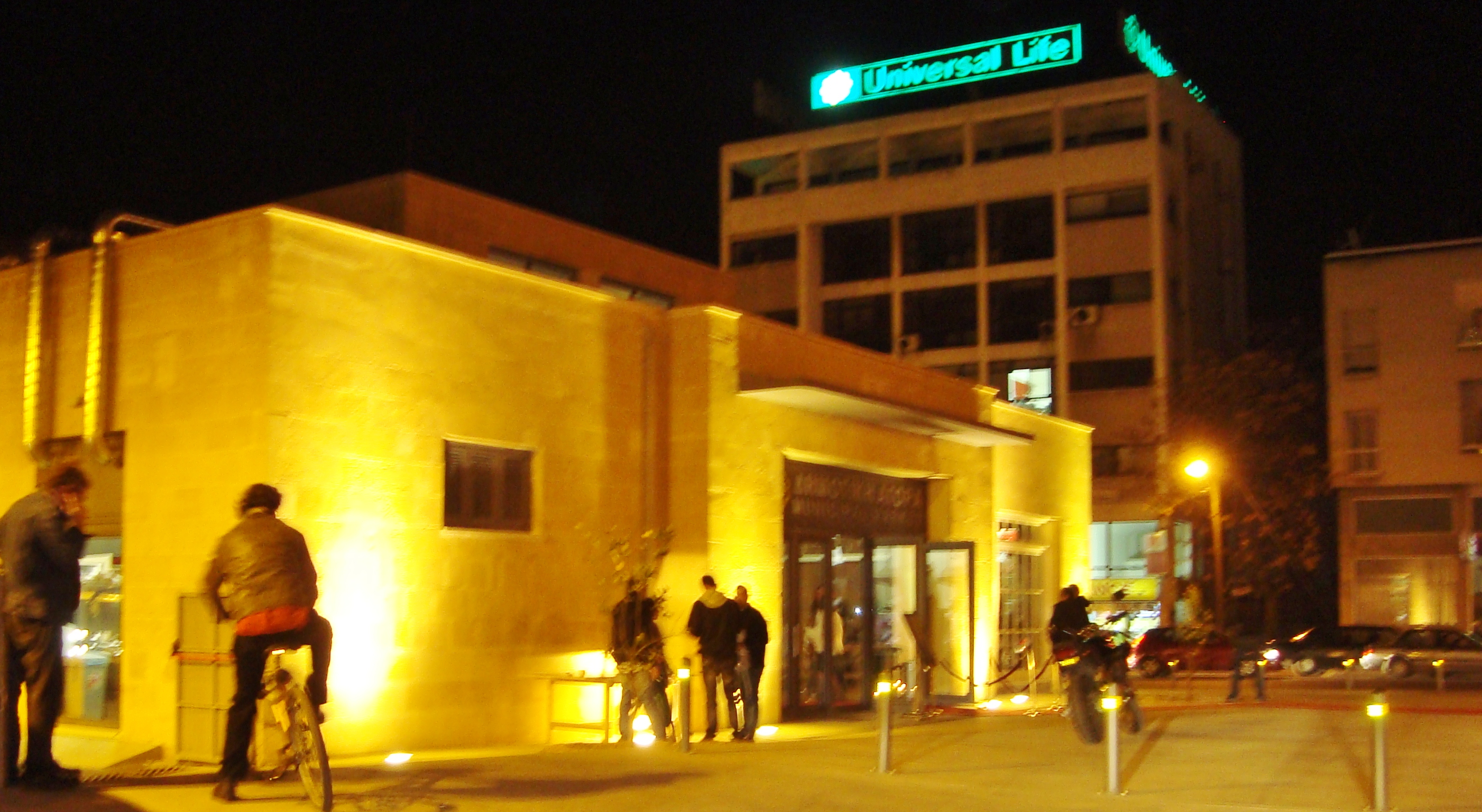
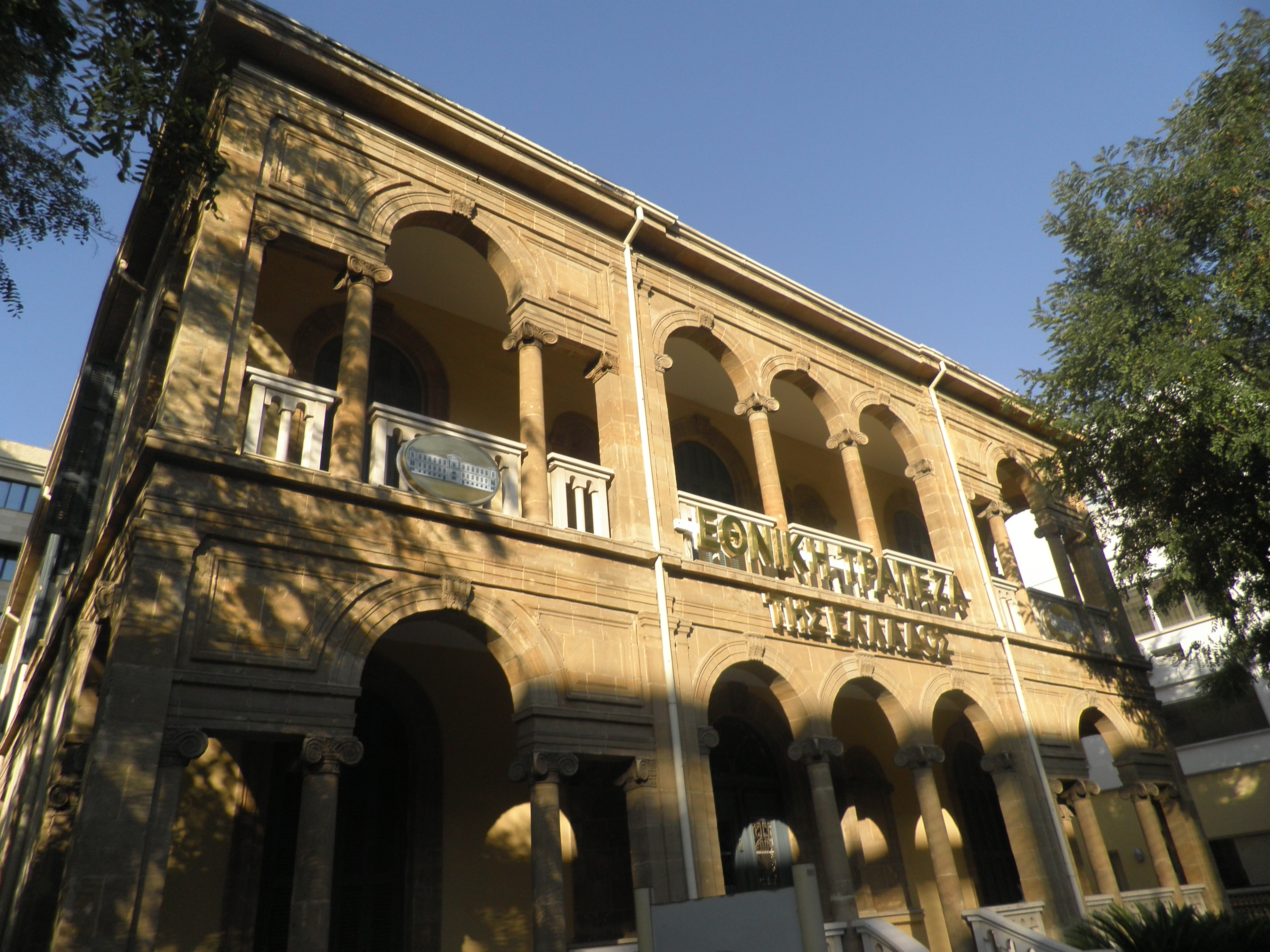
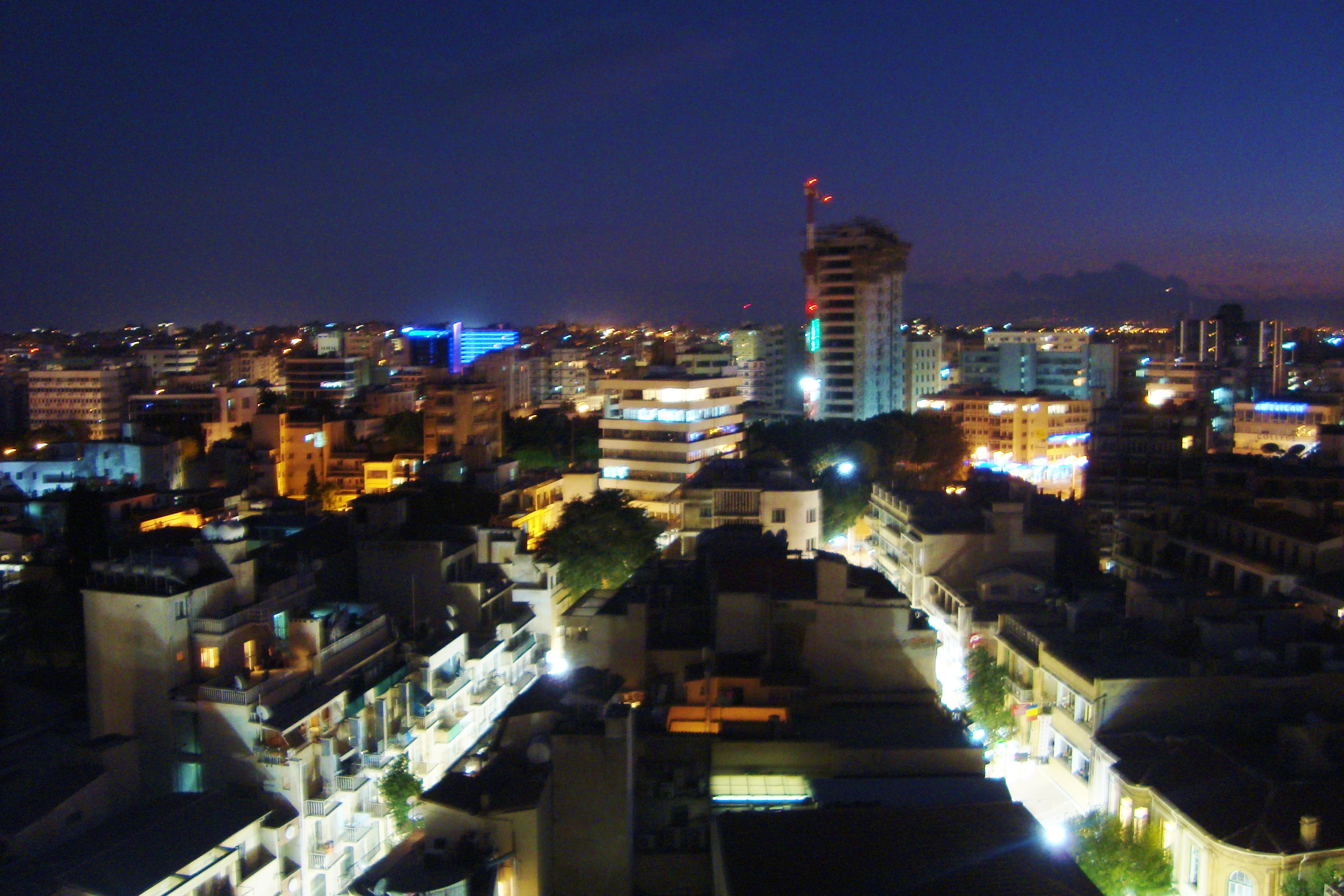
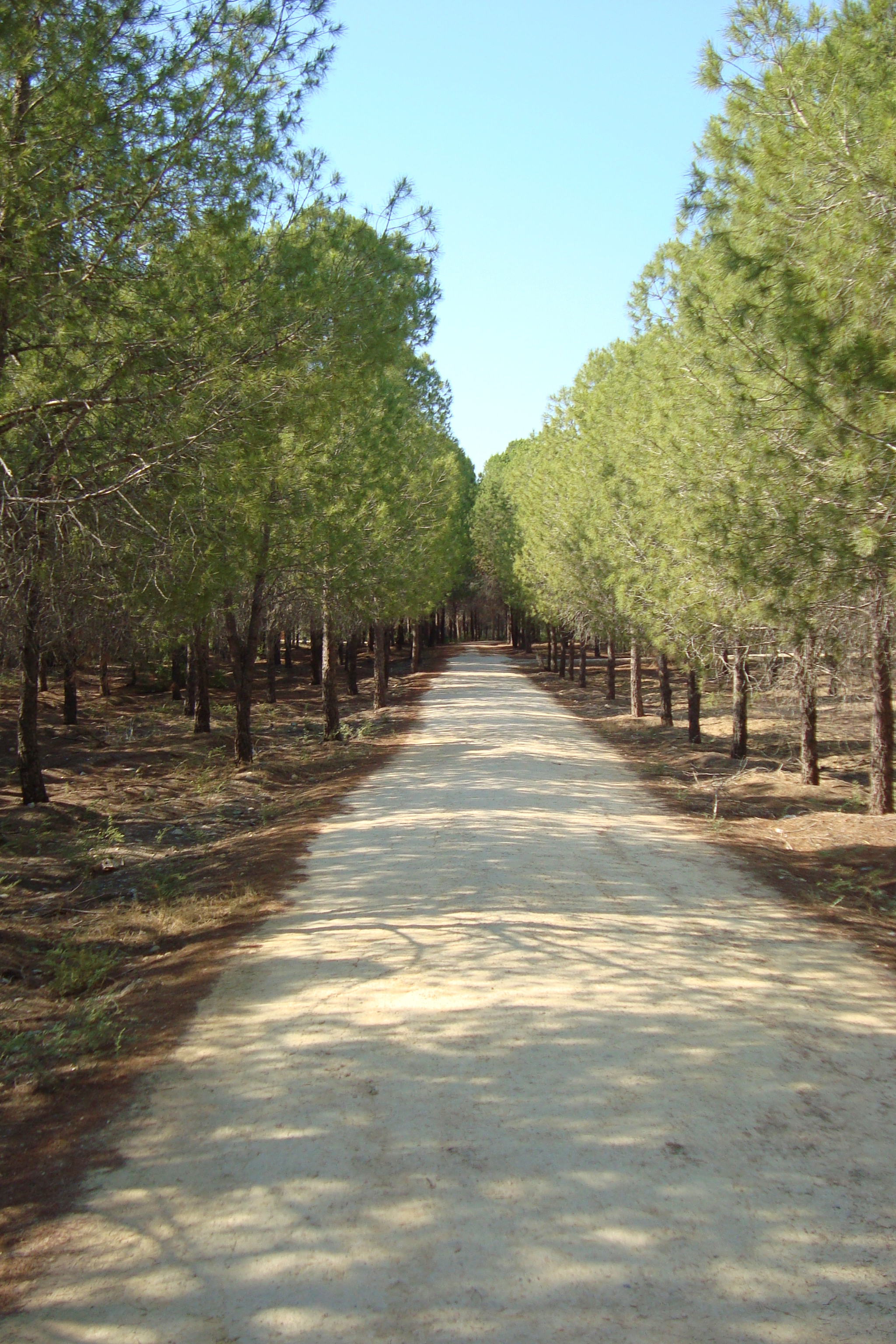
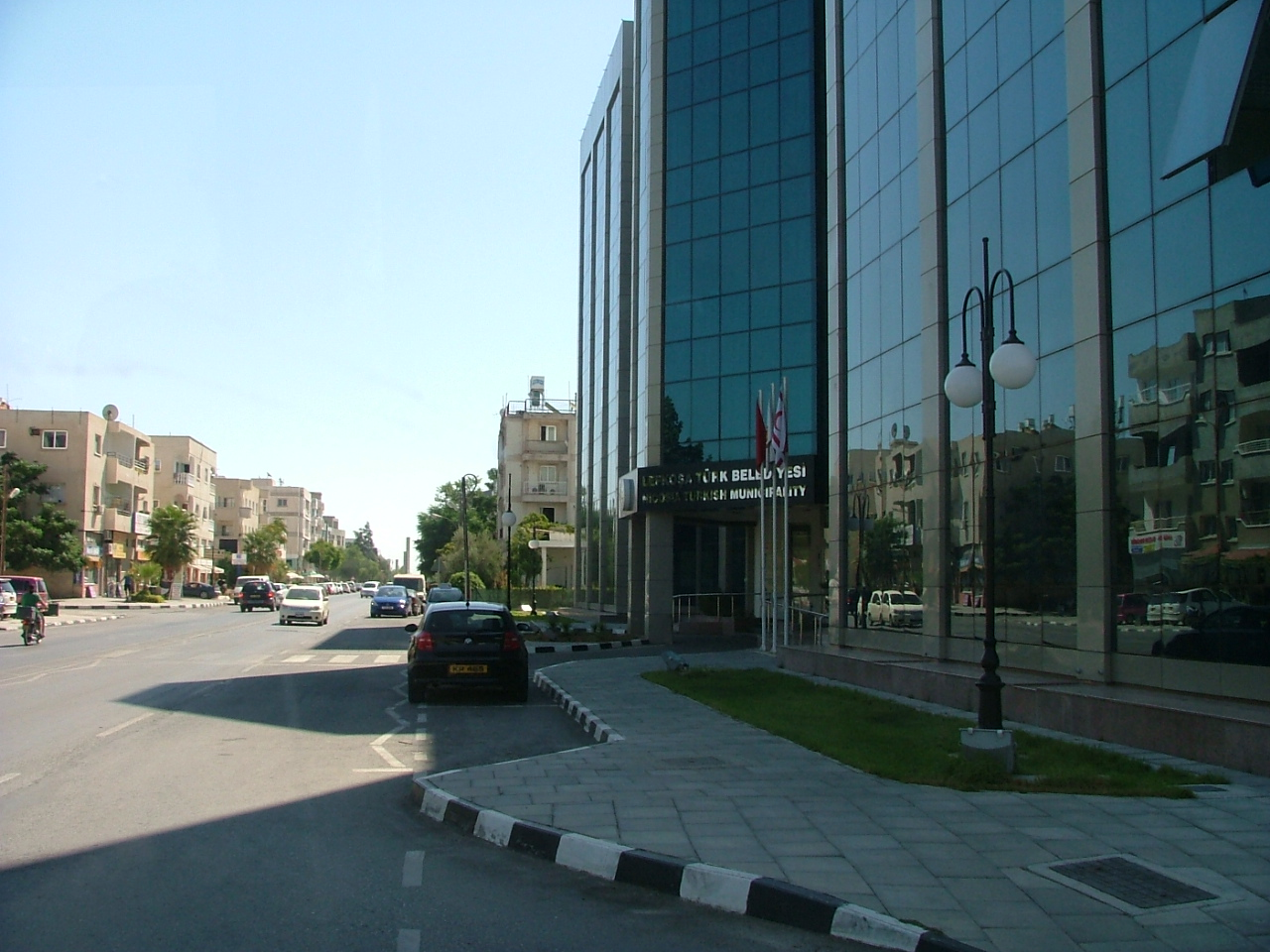
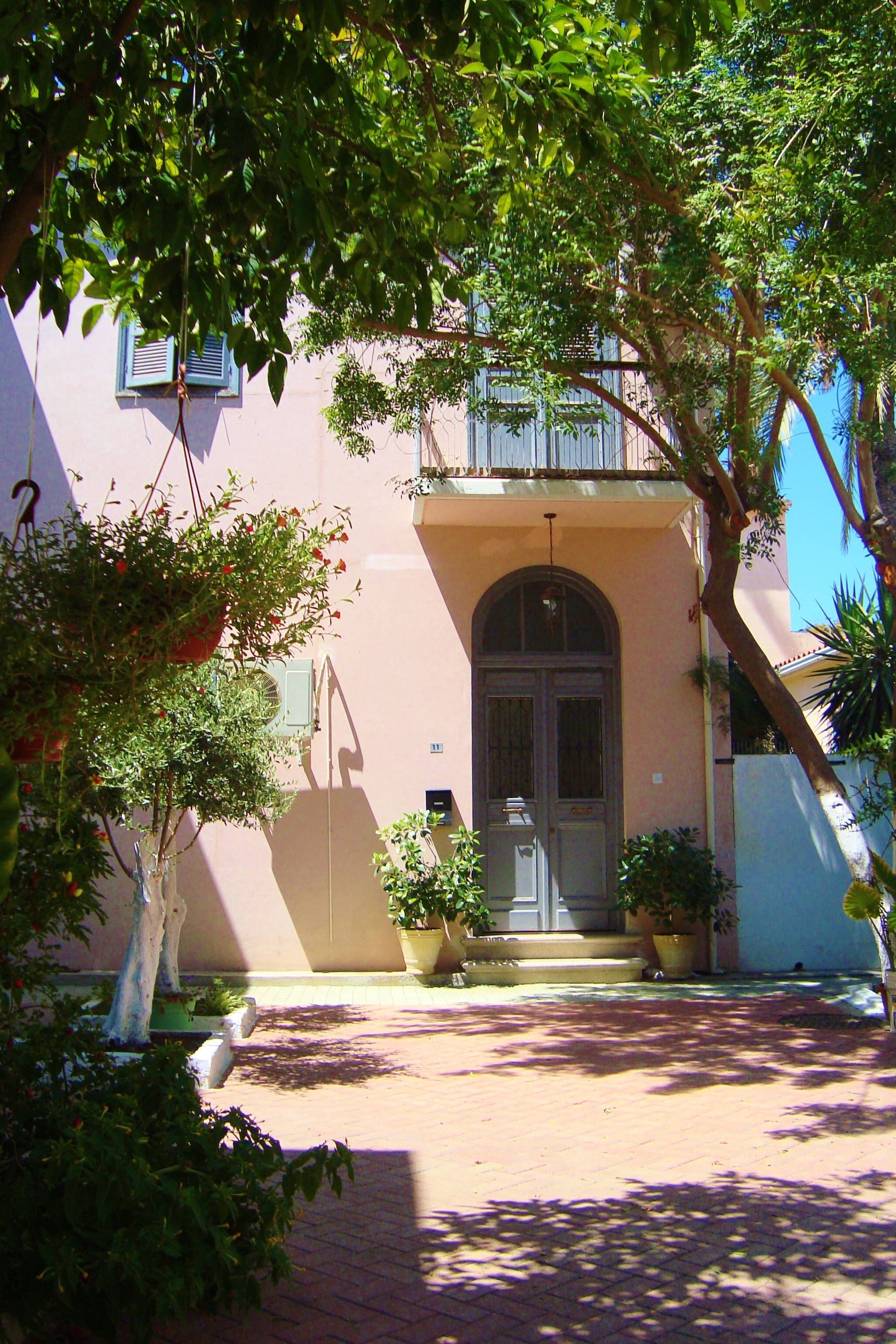
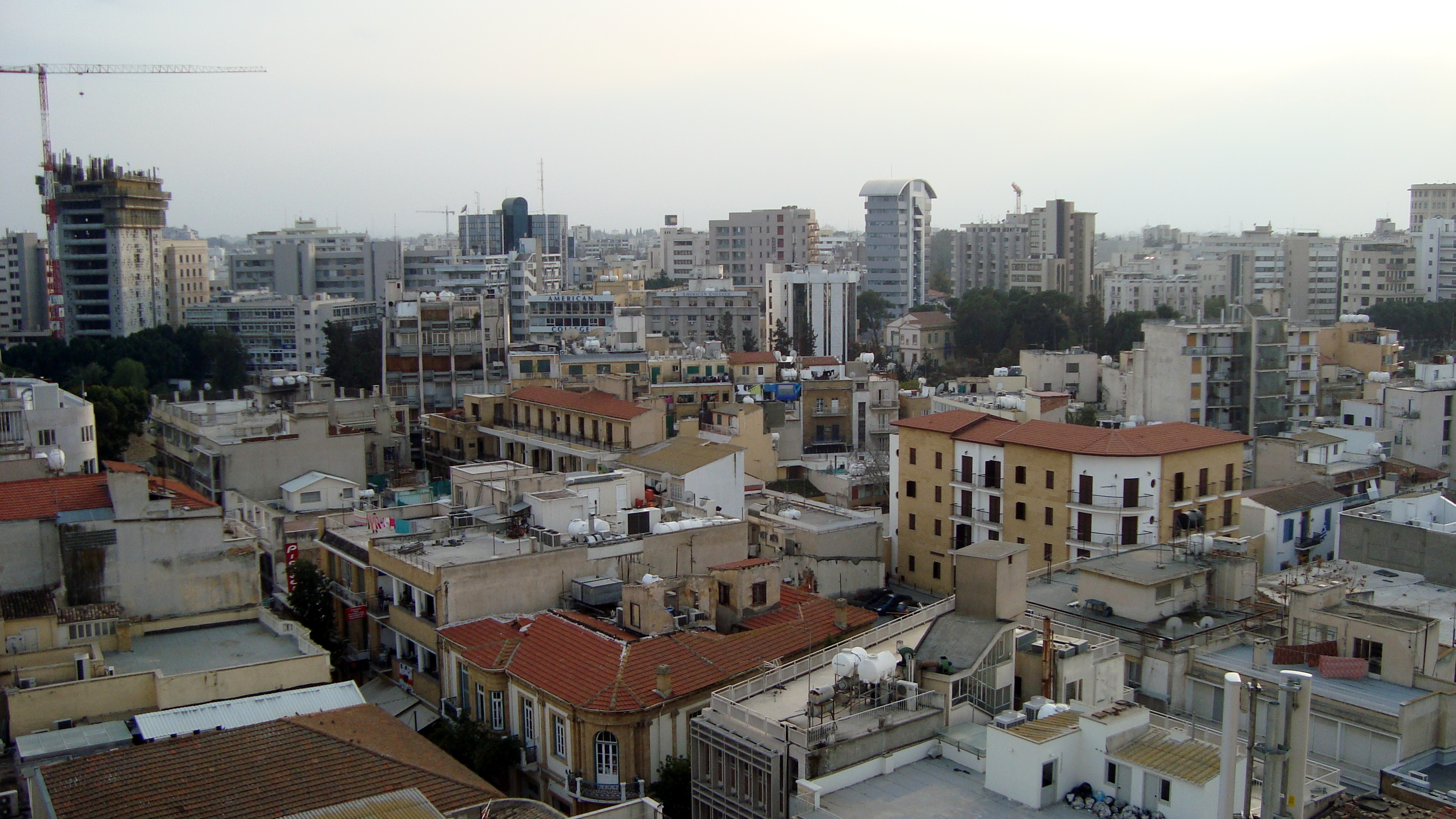
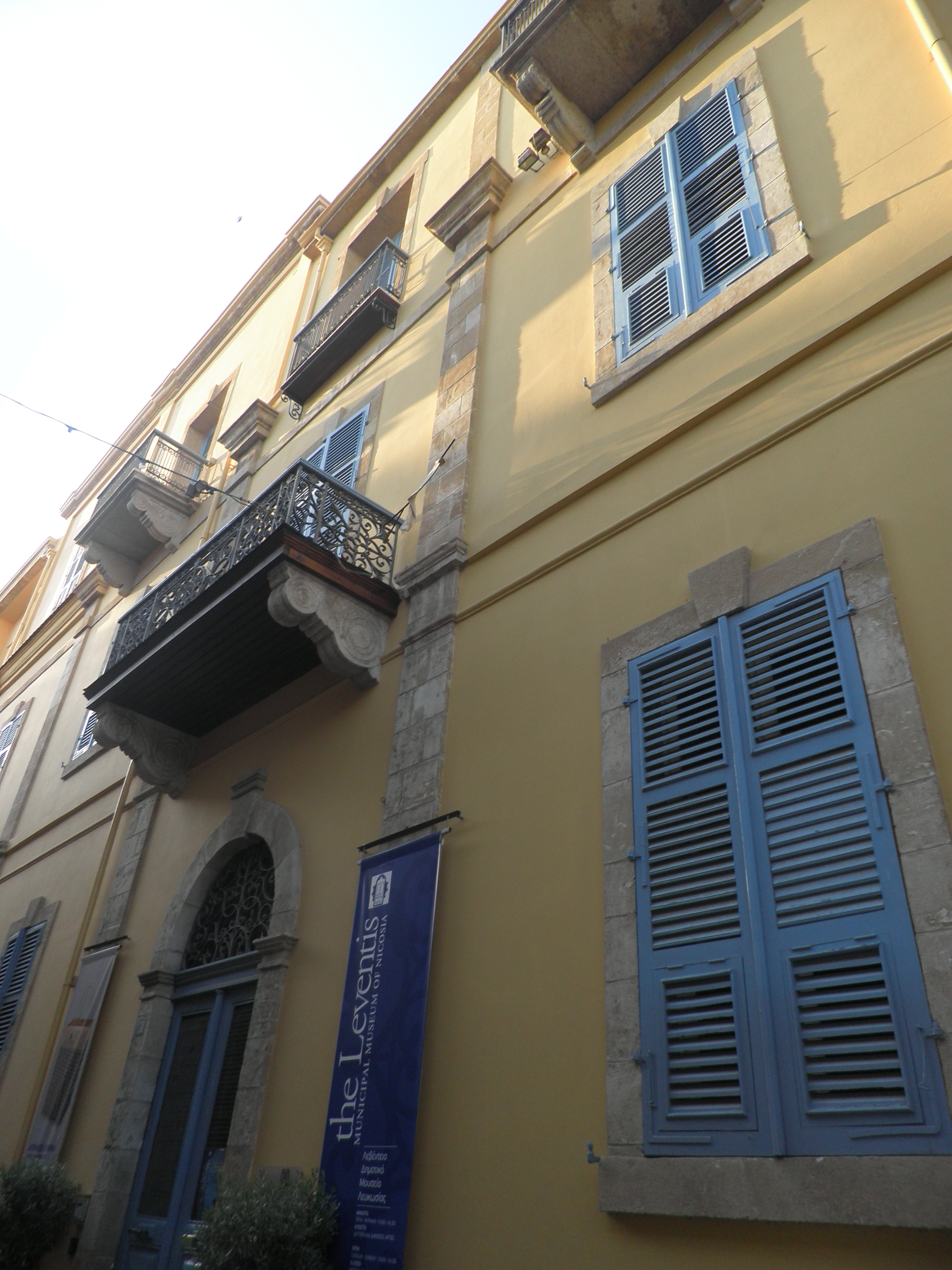
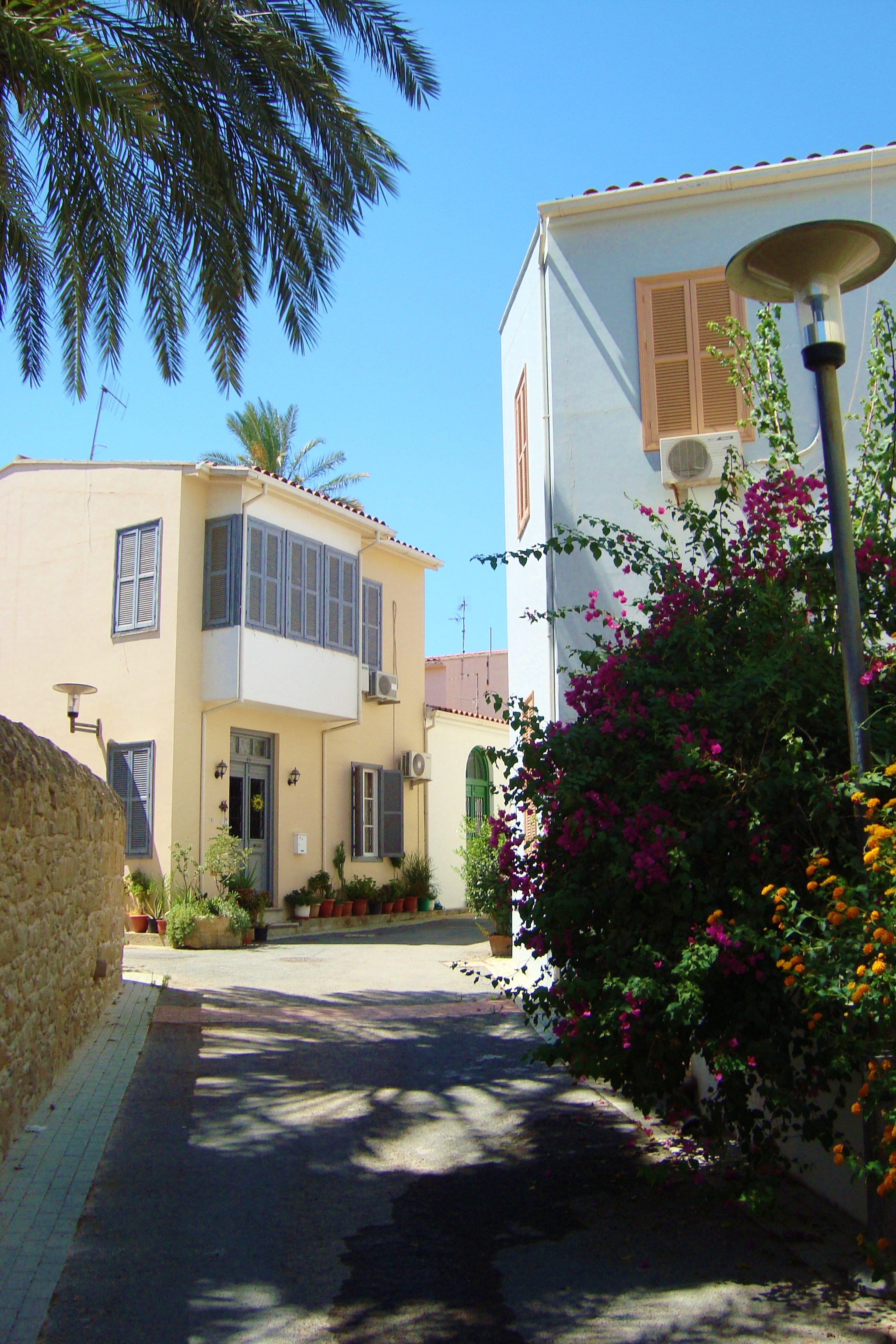
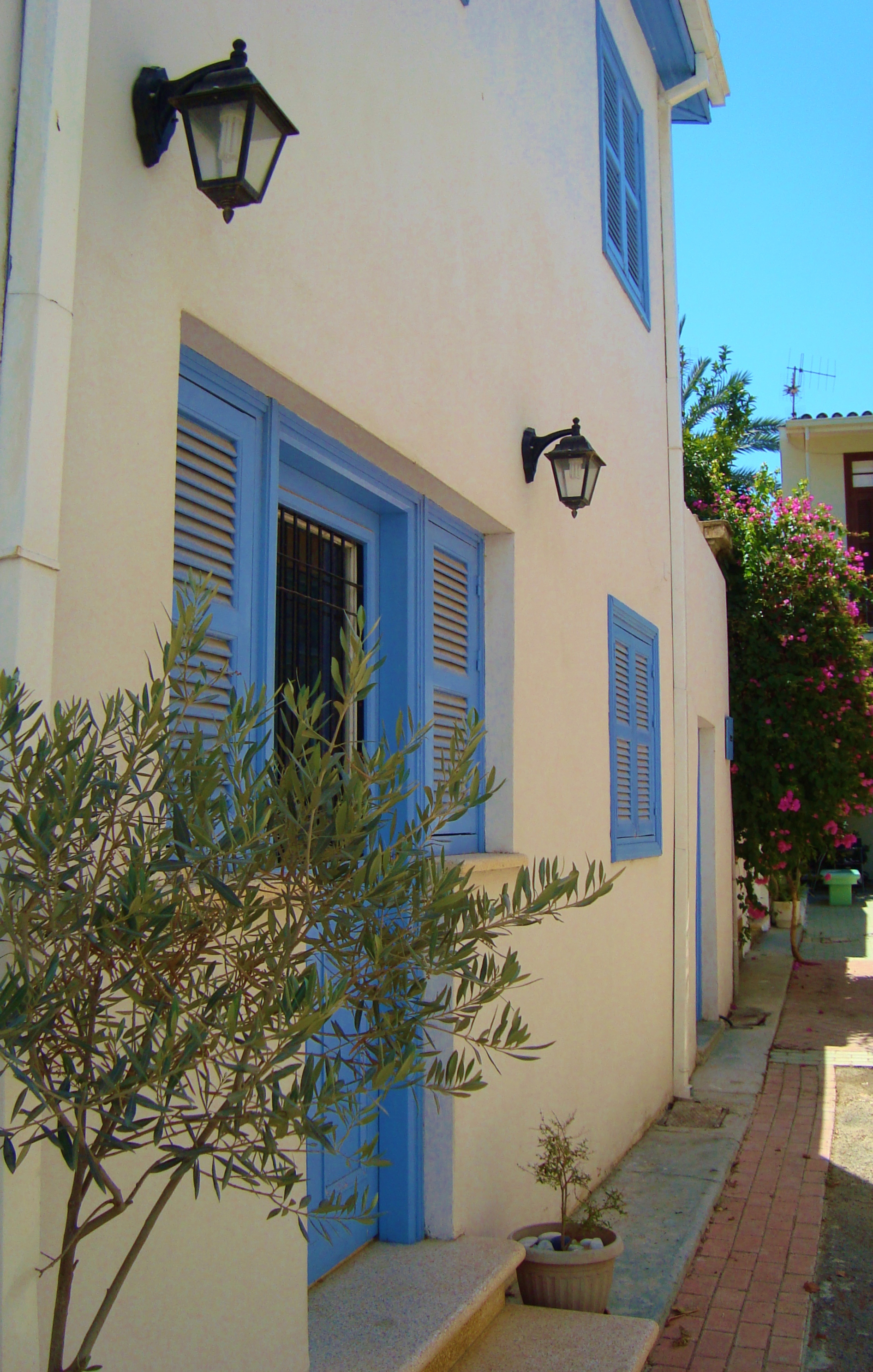
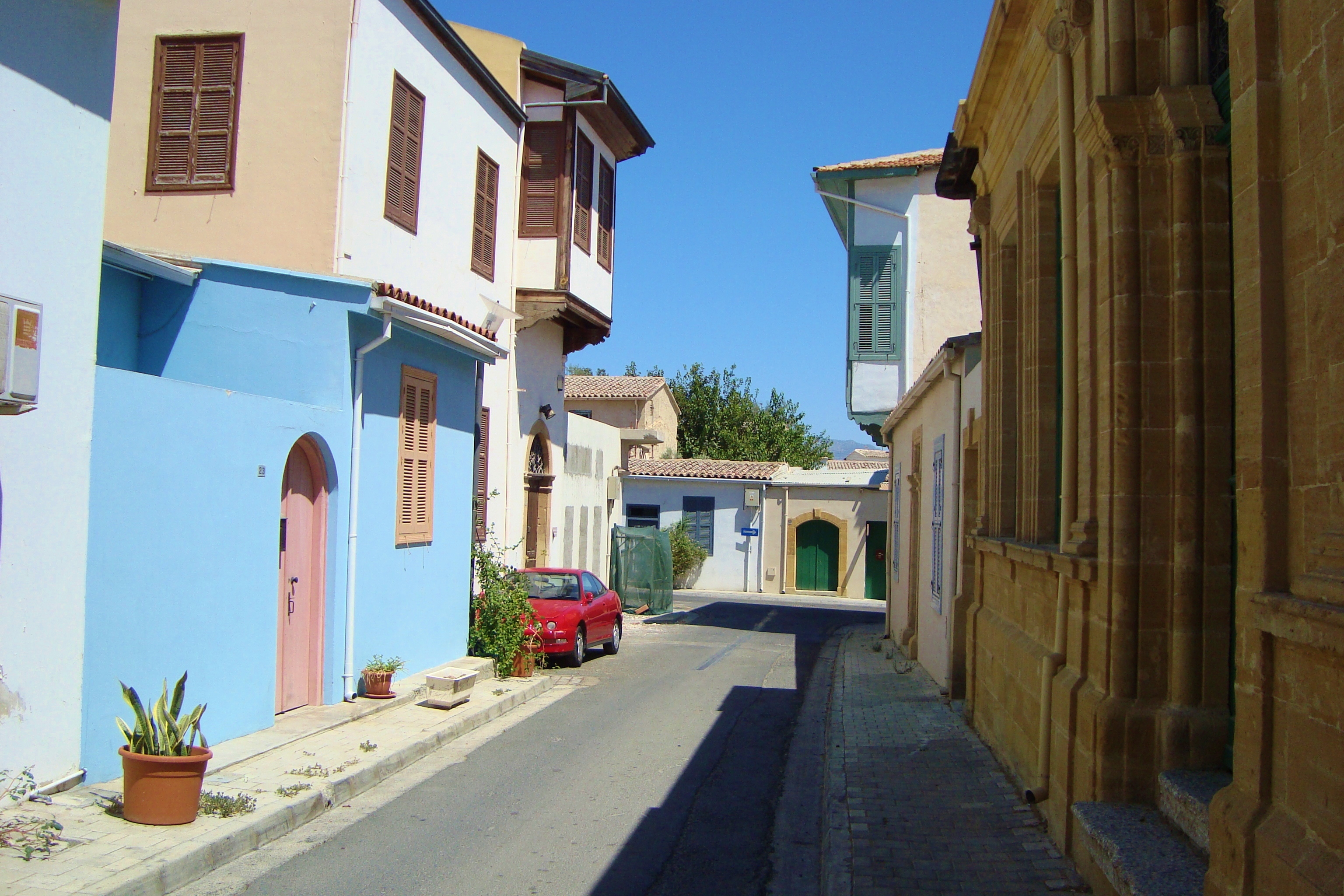
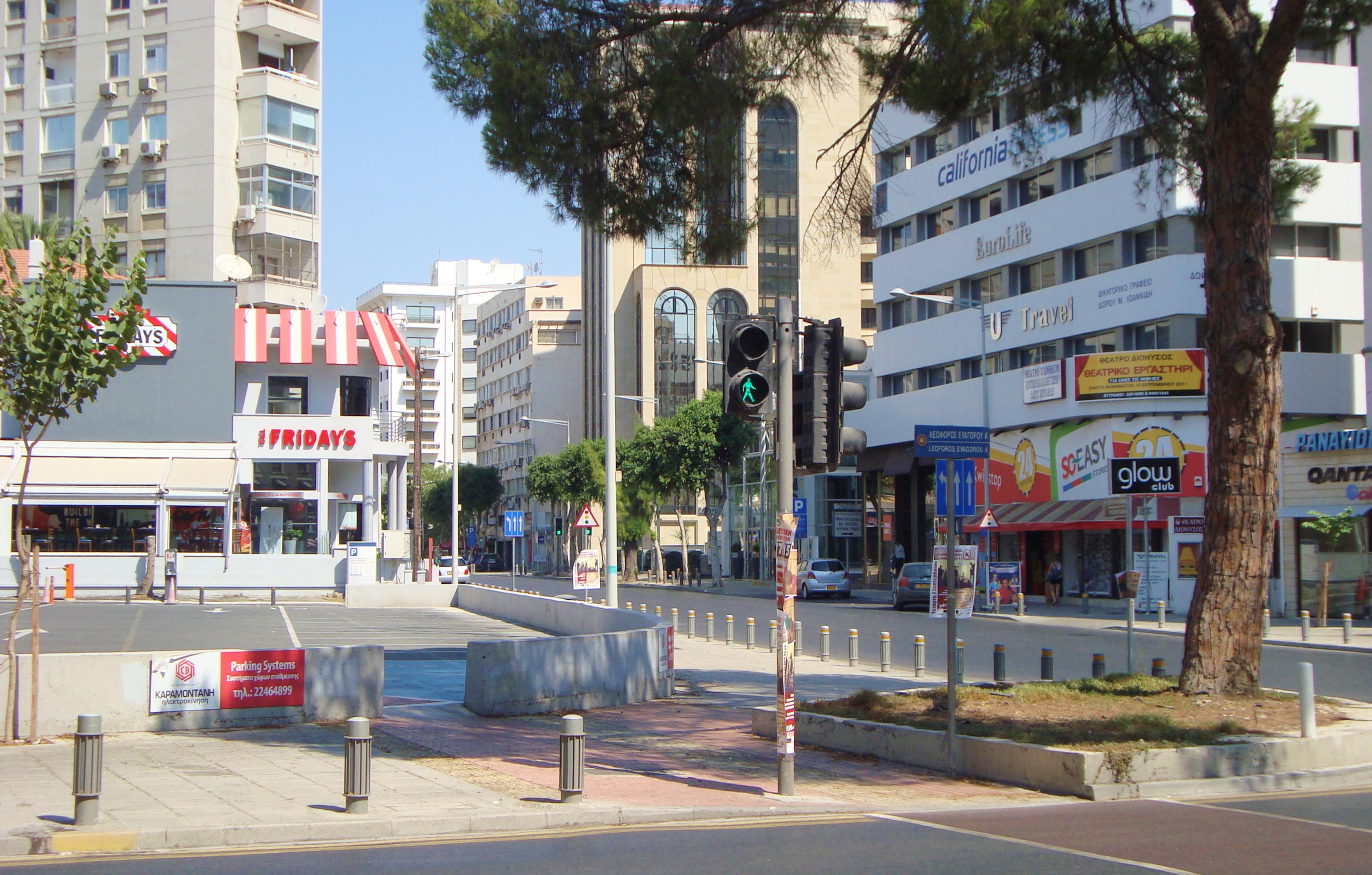
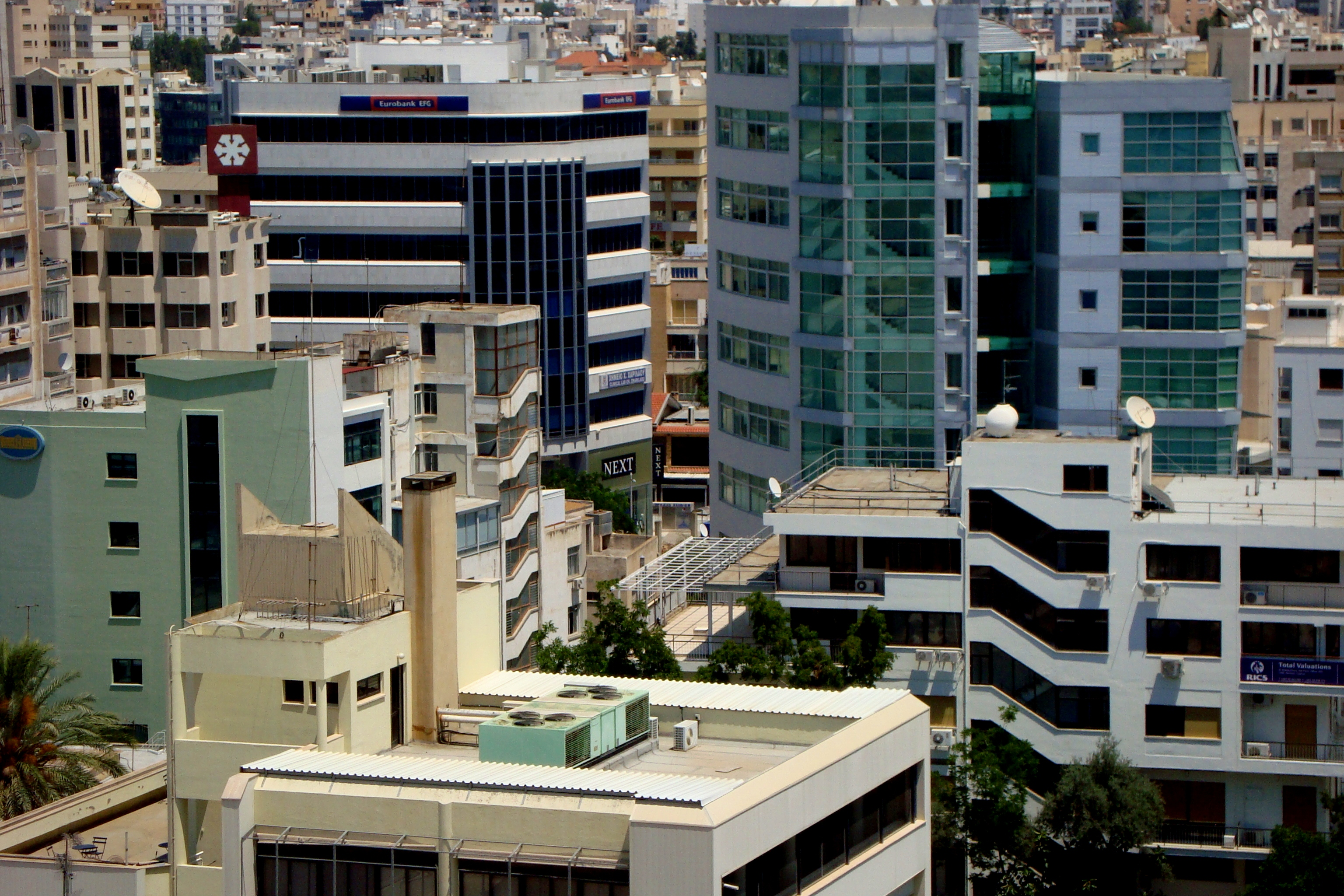
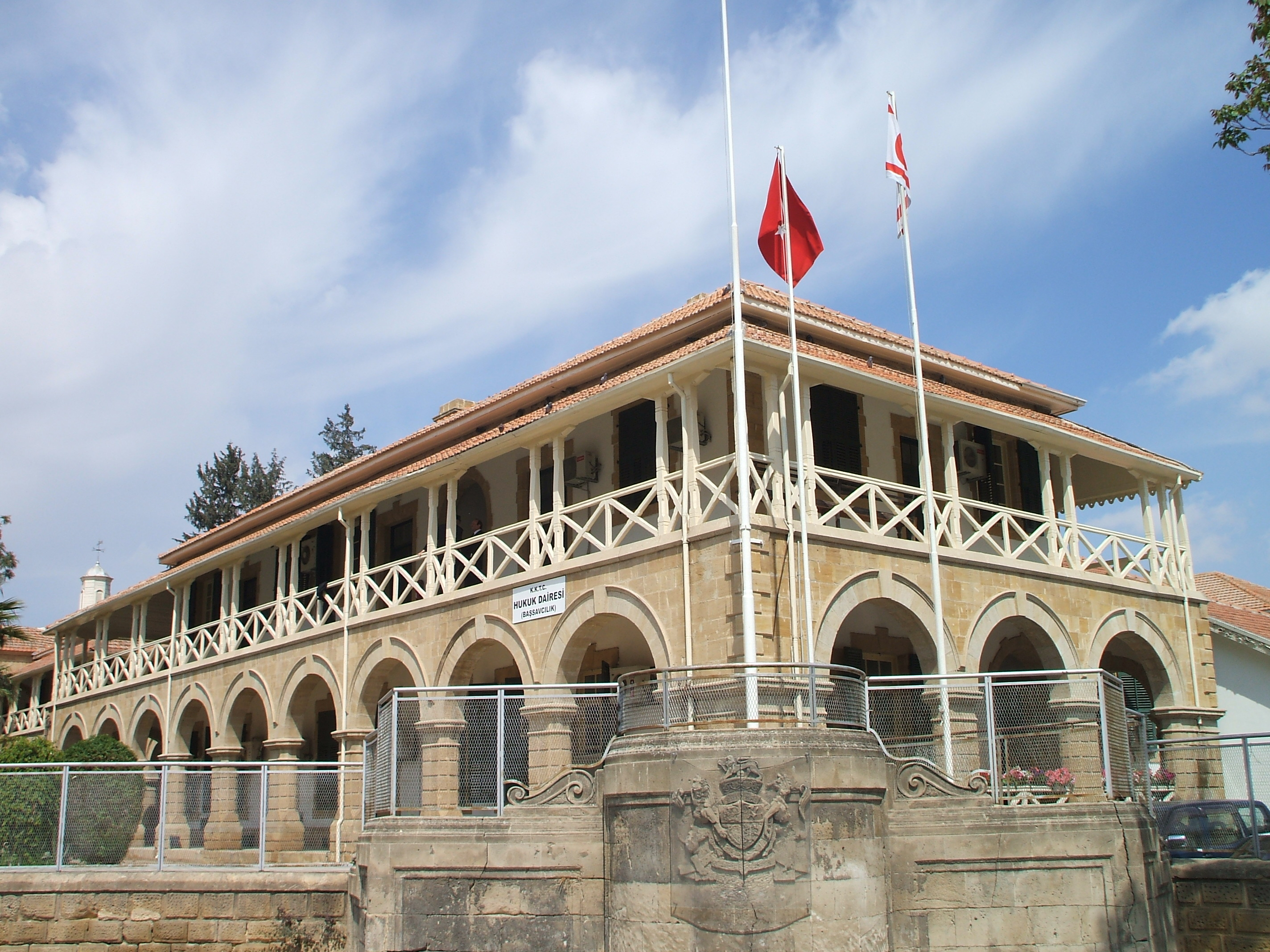
ساختمان دادگستری در قسمت شمالی
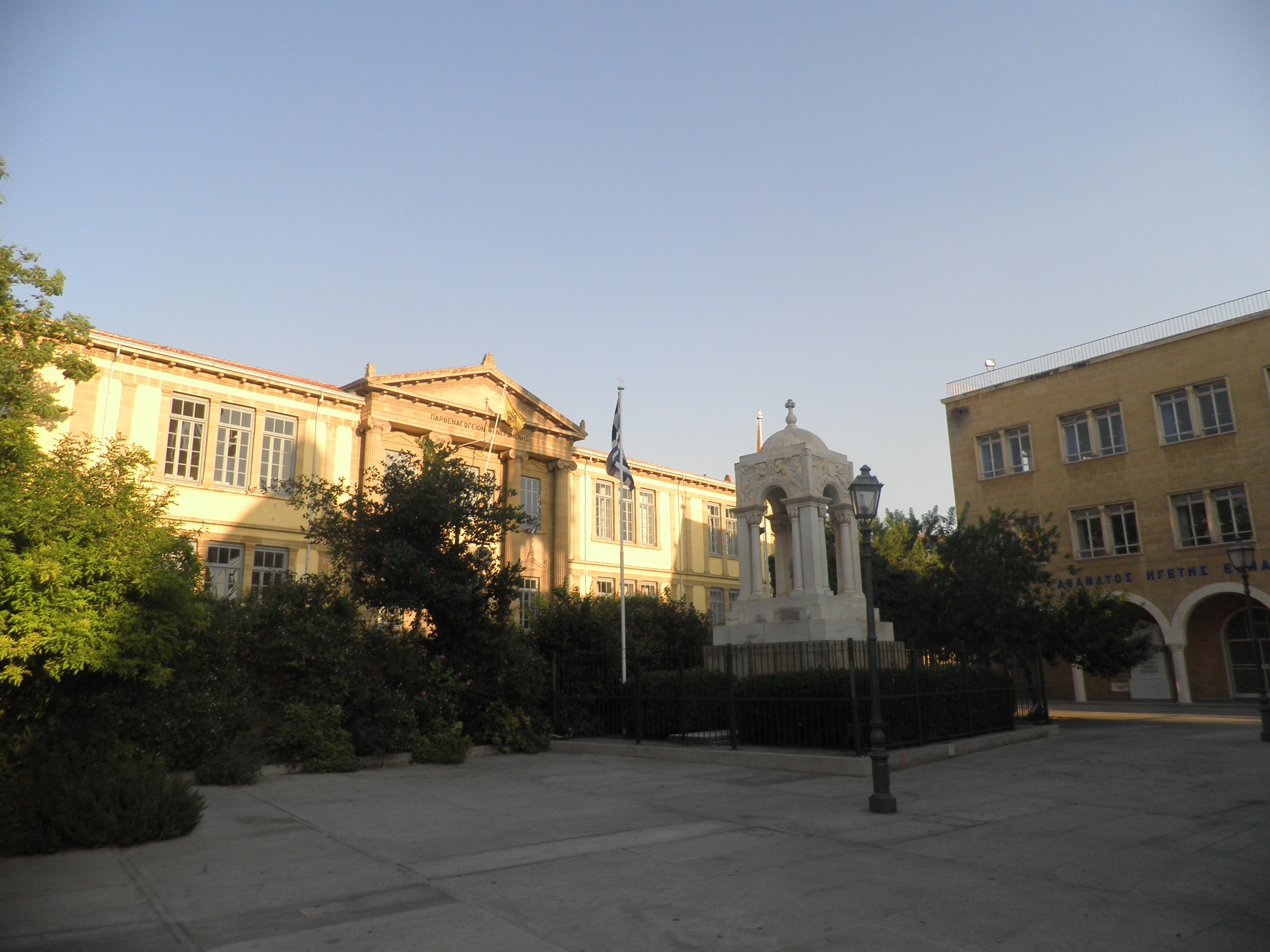
میدان فانرومنی
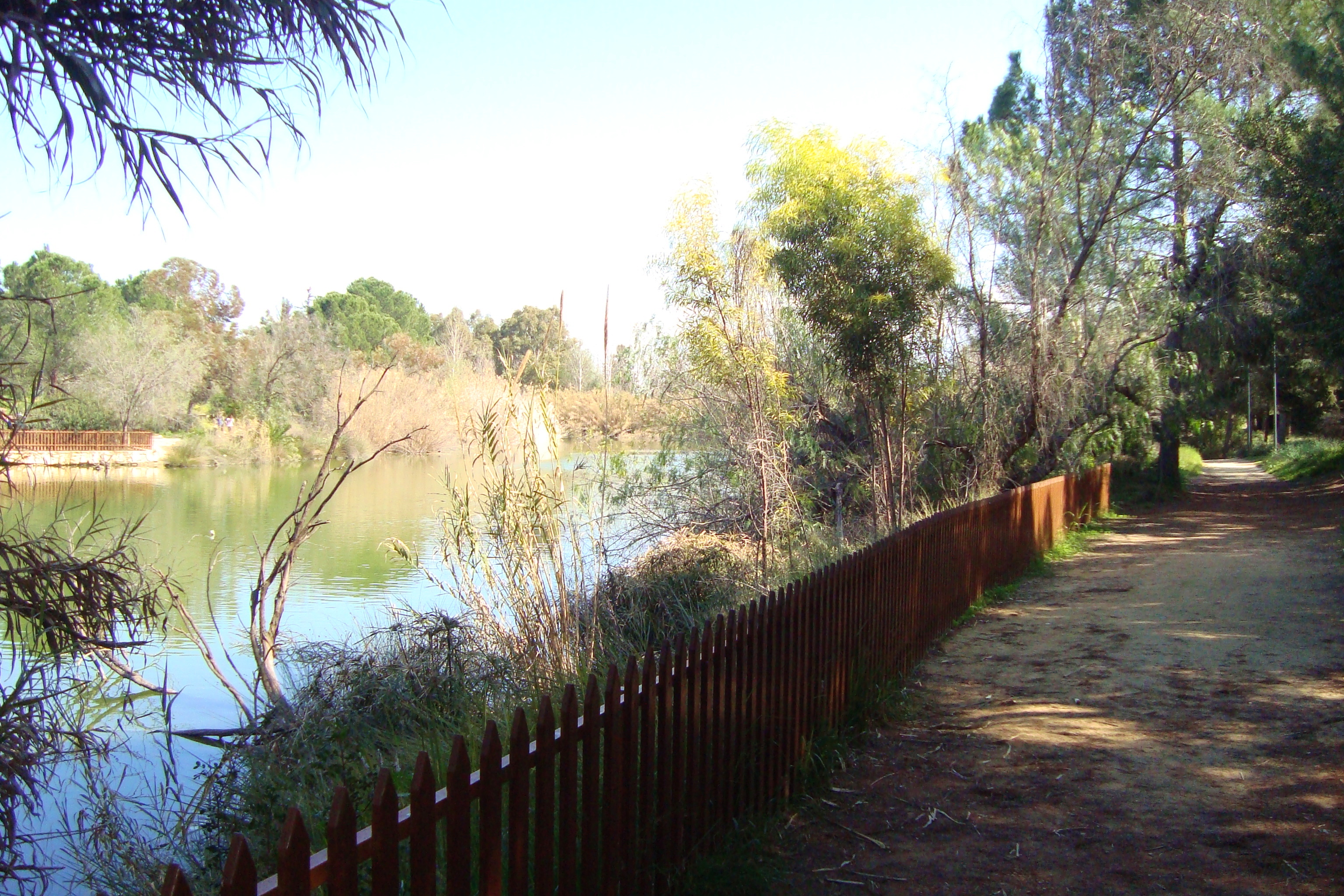
پارک آلسا
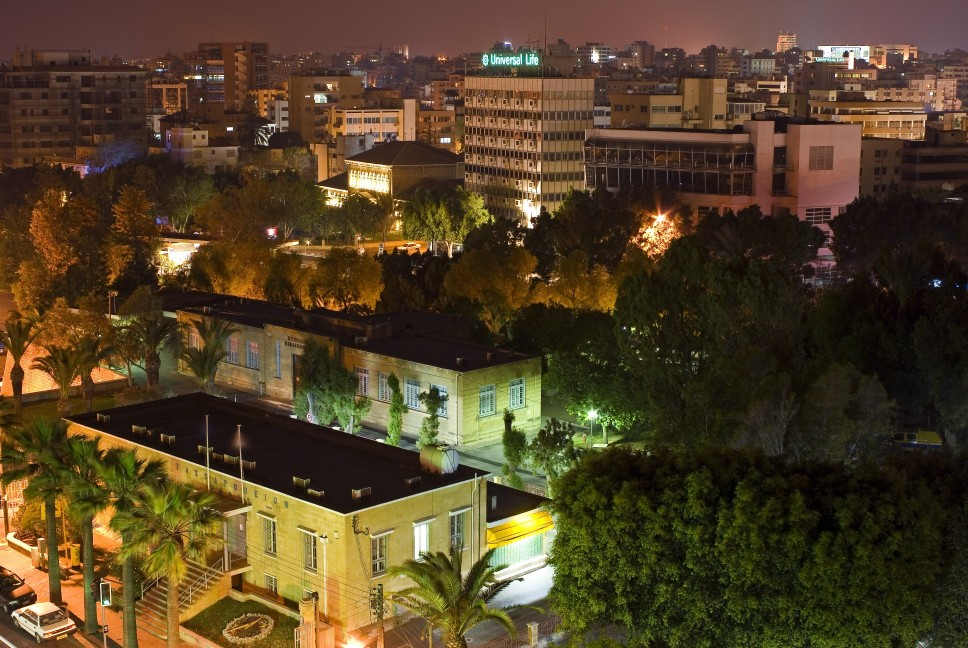
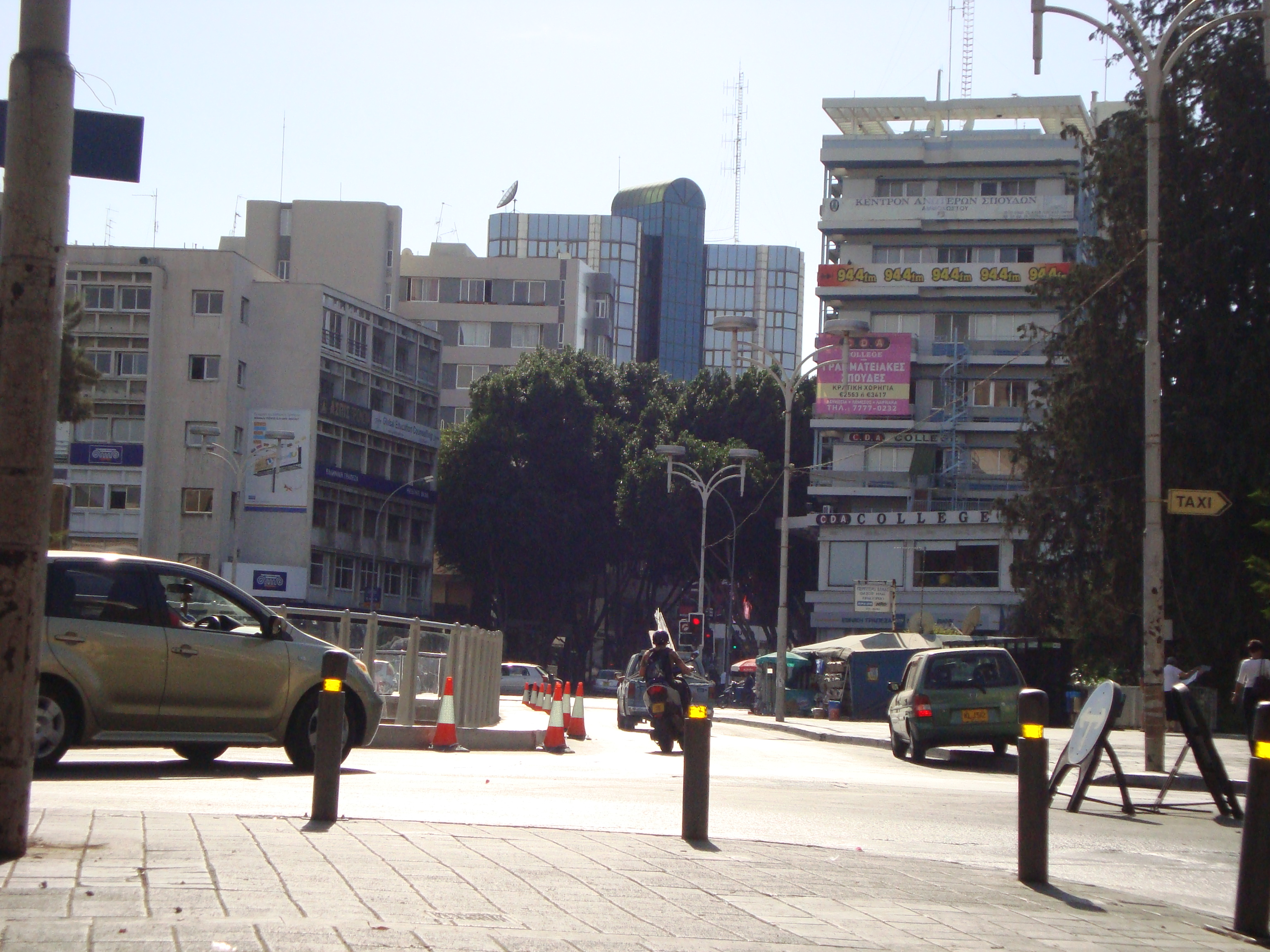
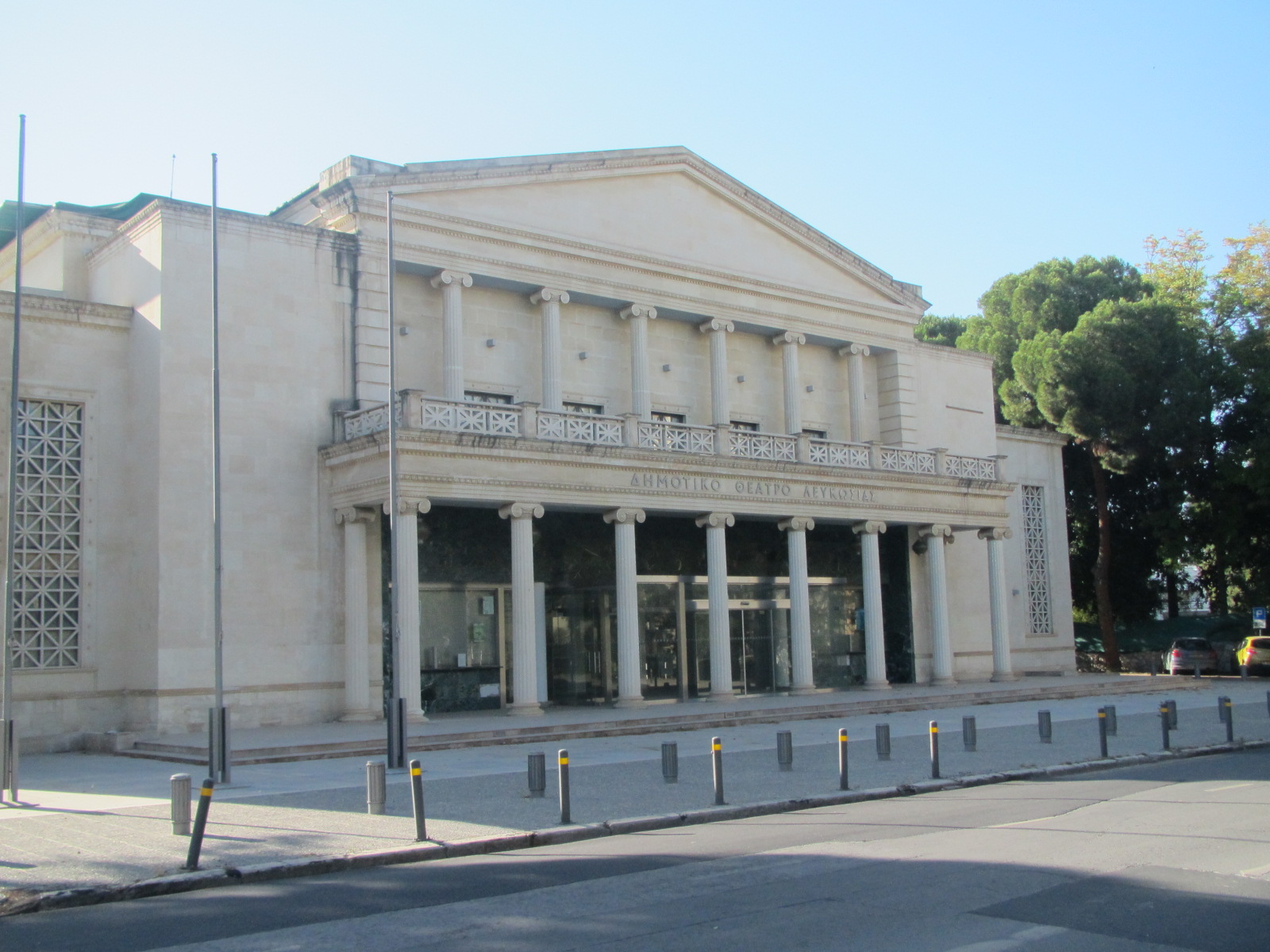
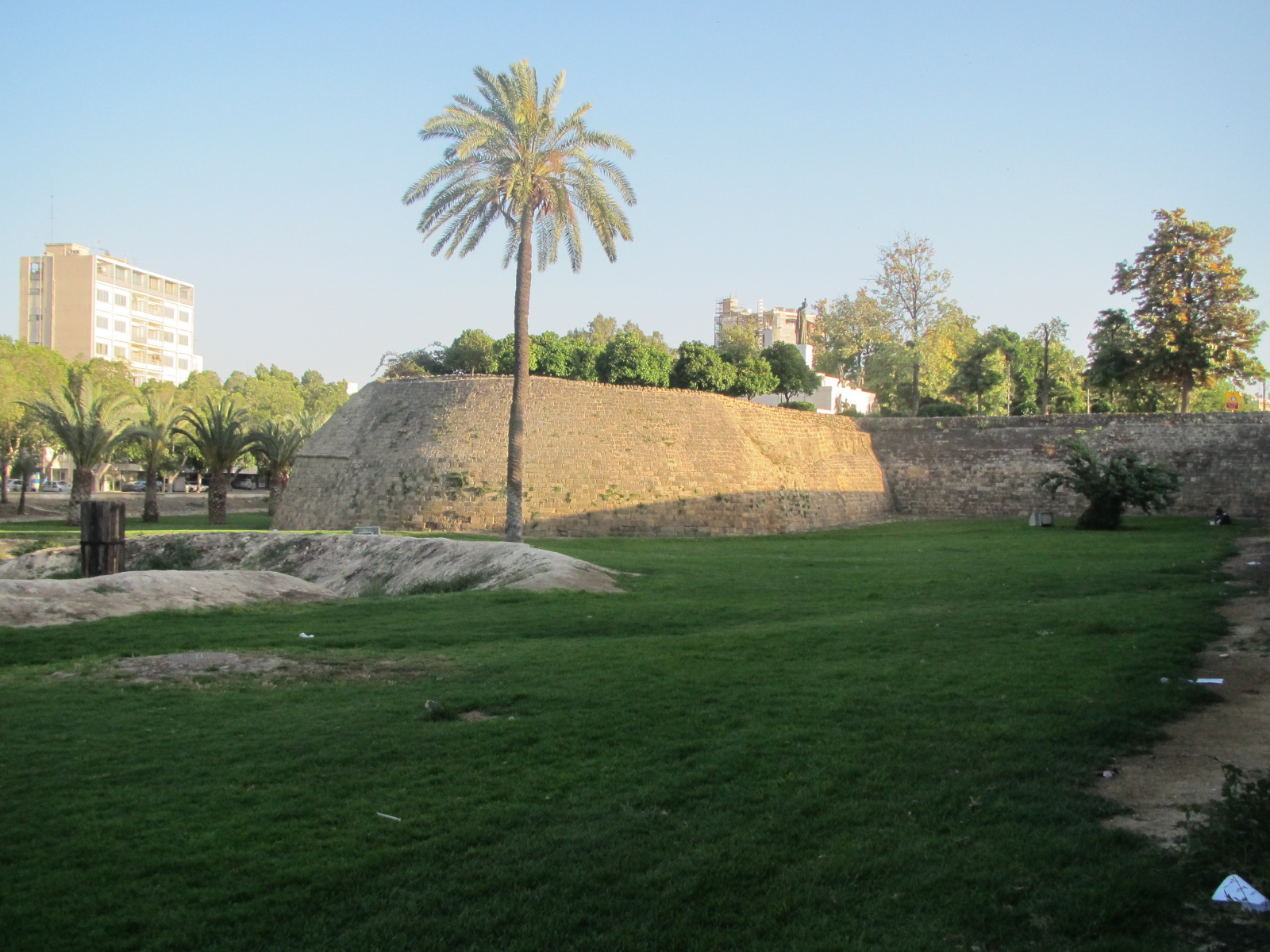